# Vino
il vino folle, che fa cantare anche l'uomo più saggio,

e lo fa ridere mollemente e lo costringe a danzare,

e tira fuori parola, che sta meglio non detta.

(Odissea, libro XIV)»

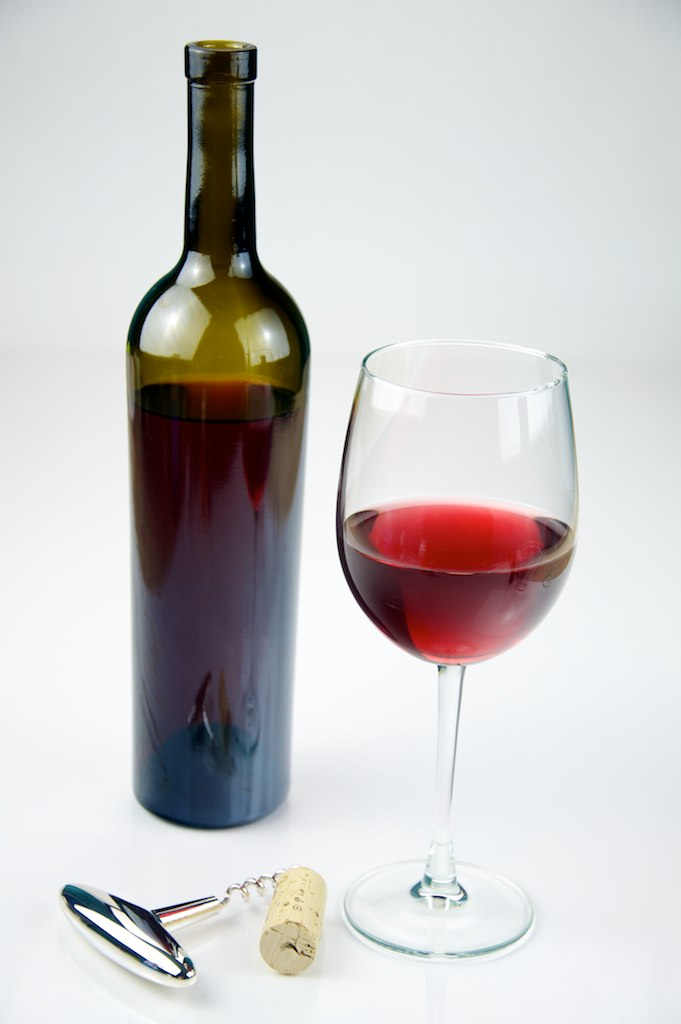
Una bottiglia e un bicchiere contenenti del vino rosso

Il vino è una bevanda alcolica, ottenuta dalla fermentazione (totale o parziale) del frutto della vite, l'uva (sia essa pigiata o meno), o del mosto.

## Storia
Nel Valdarno Superiore sono stati ritrovati in depositi di lignite, reperti fossili di tralci di vite (Vitis vinifera) risalenti a 2 milioni di anni fa. Diversi ritrovamenti archeologici dimostrano che la Vitis vinifera cresceva spontanea già 300 000 anni fa. Studi recenti tendono ad associare i primi degustatori di tale bevanda già al neolitico; si pensa che la scoperta fu casuale e dovuta a fermentazione naturale avvenuta in contenitori dove gli uomini riponevano l'uva. Le più antiche tracce di coltivazione della vite sono state rinvenute sulle rive del Mar Caspio e nella Turchia orientale. Nel 2010 in Sicilia presso i complessi sotterranei del monte Kronio (Sciacca) e nello scavo Sant’Ippolito di Caltagirone sono stati scoperti i residui legati del processo di vinificazione di vino in una giara dell'Età del rame, collocate all’inizio del IV millennio a.C. e rappresentano le testimonianze più antiche d'Europa.

Siti archeologici di produzione del vino e dell'olio

Nel corso del XX secolo gli archeologi si sono imbattuti casualmente nella più antica giara di vino mai rinvenuta. Nel 1996, infatti, una missione archeologica statunitense, proveniente dall'Università della Pennsylvania e diretta da Mary Voigt, ha scoperto nel villaggio neolitico di Hajji Firuz Tepe, nella parte settentrionale dell'Iran, una giara di terracotta, della capacità di 9 litri, contenente una sostanza secca proveniente da grappoli d'uva. La notizia, riferita da Corriere Scienza del 15 ottobre 2002, aggiunge che i reperti rinvenuti risalgono al 5100 a.C., quindi a 7000 anni fa, ma gli specialisti affermano che il vino è stato prodotto per la prima volta, forse casualmente, tra 9 000 e 10 000 anni fa nella zona del Caucaso. Sembra infatti che il primo vino sia stato prodotto del tutto per caso (come è avvenuto per il pane lievitato) per la fermentazione accidentale di uva dimenticata in un recipiente.
È comunque accertato che la produzione su larga scala di vino è iniziata tra il 4100 e il 4000 a.C. datazione inerente ai ritrovamenti della prima casa vinicola trovata nel complesso delle caverne del comune armeno di Areni.
I primi documenti riguardanti la coltivazione della vite risalgono al 1700 a.C., ma è solo con la civiltà egizia che si ha lo sviluppo delle coltivazioni e di conseguenza la produzione del vino.
La Bibbia (Genesi 9,20-27) attribuisce la scoperta del processo di lavorazione del vino a Noè: successivamente al Diluvio Universale, avrebbe piantato una vigna con il cui frutto fece del vino che bevve fino ad ubriacarsi. Il cristianesimo vede nel vino un simbolo del sangue di Gesù Cristo, che nel corso dell'ultima Cena egli definì "per la nuova ed eterna alleanza, versato per molti in remissione dei peccati". (Matteo 26, 27-28) Il cattolicesimo, in particolare, considera il vino la specie sotto cui, nel sacramento dell'Eucaristia, sarebbe realmente presente il sangue di Gesù Cristo.
Sotto l'Impero romano ci fu un ulteriore impulso alla produzione del vino, che passò dall'essere un prodotto elitario a divenire una bevanda di uso quotidiano. In questo periodo le colture della vite si diffusero su gran parte del territorio (in particolare in Italia, Gallia Narbonensis, Hispania, Acaia e Siria), e con l'aumentare della produzione crebbero anche i consumi. Nel 1867 fu rinvenuta in Germania la bottiglia di vino di Spira datata tra il 325 e il 350 d.C. che è conosciuta come la più antica bottiglia di vino ancora chiusa nel mondo.
Ad ogni modo il vino prodotto a quei tempi nell'area del Mediterraneo era molto differente dalla bevanda che conosciamo oggi: a causa delle tecniche di vinificazione e conservazione (soprattutto la bollitura), il vino risultava essere una sostanza sciropposa, molto dolce e molto alcolica. Era quindi necessario allungarlo con acqua e aggiungere miele e spezie per ottenere un sapore più gradevole.
Diversamente, i popoli celtici già prima del contatto con la romanità producevano vini leggeri e dissetanti e li conservavano in botti di legno invece che nelle giare.
Con il crollo dell'Impero Romano la viticoltura entra in una crisi dalla quale uscirà solo nel medioevo, grazie soprattutto all'impulso dato dai monaci benedettini e cistercensi. Nella stessa Regola, Benedetto afferma:
Gian Battista Vico intravide nella concezione medioevale del vino come genere di prima necessità un carattere della barbarie di quest'epoca.

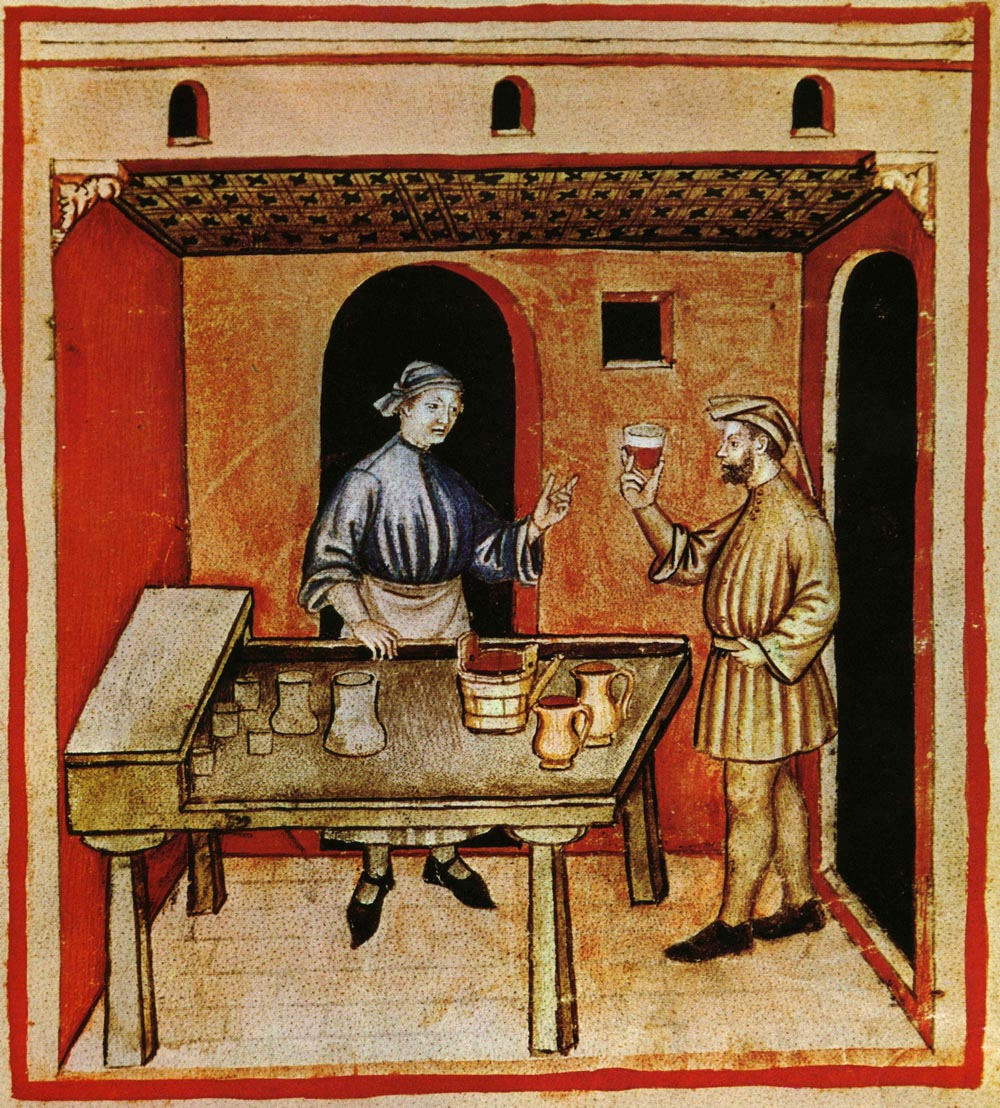
Mescita di vino rosso, Tacuinum sanitatis casanatensis (XIV secolo)

Proprio nel corso del medioevo nasceranno tutte quelle tecniche di coltivazione e produzione che arriveranno praticamente immutate fino al XVIII secolo, quando ormai la produzione ha carattere "moderno". Ciò grazie alla stabilizzazione della qualità e del gusto dei vini, nonché all'introduzione delle bottiglie di vetro e dei tappi di sughero.
Nel XIX secolo l'oidio e la fillossera, malattie della vite provenienti dall'America, distruggono enormi quantità di vigneti. I coltivatori sono costretti a innestare i vitigni sopravvissuti sopra viti di origine americana (Vitis labrusca), resistenti a questi parassiti, e ad utilizzare regolarmente prodotti fitosanitari come lo zolfo.
Nel Novecento invece si ha, inizialmente da parte della Francia, l'introduzione di normative che vanno a regolamentare la produzione (origine controllata, definizione dei territori di produzione, ecc.) che porteranno a un incremento qualitativo nella produzione del vino a scapito della quantità.

## Generalità
Il vino si può ottenere anche da uve appartenenti ad incroci della Vitis vinifera con altre specie del genere Vitis (ad esempio la Vitis labrusca o la Vitis rupestris) e da uve di specie di Vitis diverse (quale la Vitis chunganensis).
In Italia (ed in tutta l'Unione europea), per proteggere un prodotto di maggiore qualità, prezzo e valore, non si può commercialmente chiamare "vino" il prodotto di fermentazione di uve che non siano Vitis vinifera. Quindi il termine, in caso di commercializzazione di fermentati diversi, deve essere omesso. Sistema comune per ovviare a tale divieto è, ad esempio, quello di citare semplicemente il nome della varietà di uva usata, ovviamente senza citare il termine "vino".
Con tale bevanda si può dar vita anche ad un distillato che, se invecchiato per almeno 12 mesi in legno, prende il nome di brandy. La qualità e diversità tra vini dipendono strettamente dal vitigno, dal clima, dal terreno, dall'esposizione di questo rispetto alla radiazione solare e dalla coltivazione più o meno accurata della vite stessa.

## Etimologia
Vino deriva direttamente dal latino vīnum, dal greco antico ϝοῖνος?, woînos, classico οἶνος oînos, da un tema mediterraneo *wain da cui deriva l'ebraico יין yayin e l'armeno գինի gini. La parola latina è stata prestata all'umbro, all'osco, al falisco vinu, all'etrusco vin(um), al leponzio vinom; in epoca più recente, vīnum è stato prestato alle lingue celtiche (irlandese fin, bretone e gallese gwin), alle lingue germaniche (protogermanico *wīną, gotico 𐍅𐌴𐌹𐌽 wein, antico alto tedesco e anglosassone wīn, tedesco Wein, inglese wine, neerlandese wijn, norreno e islandese vín) e da queste al finlandese viini. Anche i termini slavi per vino (russo вино vinó, polacco wino, ceco víno) è probabile che siano prestiti latini (cfr. anche l'area baltica: l'antico prussiano wynan e il lituano vynas). Si tratta probabilmente di una parola viaggiante (Wanderwort), a causa delle somiglianze imperfette che attraversano varie famiglie linguistiche, dovuta al successo come merce d'esportazione e la cui lingua d'origine resta ignota.
L'ipotesi che vīnum abbia un'origine indoeuropea, comune all'ittita wiyan, ha oggi poco credito.

## Enologia

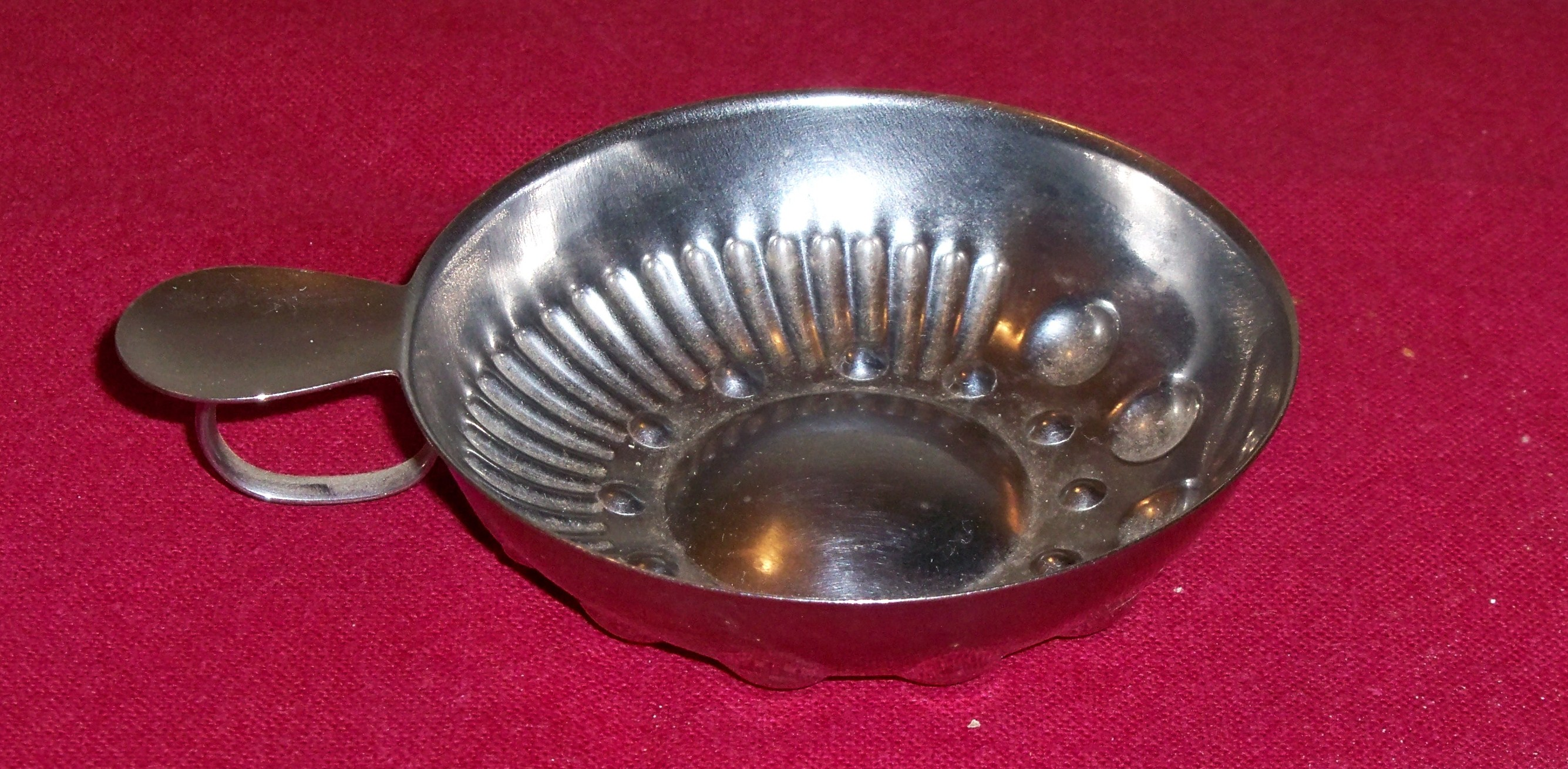
Un tastevin, strumento utilizzato tradizionalmente dai sommelier per la degustazione del vino

L'enologia è lo studio del vino in generale. Essa si occupa della viticoltura, della vinificazione, dell'affinamento (compresa la conservazione in cantina) e della degustazione.
Il nome deriva dal greco antico οἶνος?, oînos, "vino" e -λογία, -logía, "discorso", «discorso, studio sul vino».

## Composizione chimica
Dal punto di vista chimico, il vino è una miscela liquida omogenea costituita principalmente da acqua e alcol etilico (anche detto "etanolo").
Oltre a tali componenti, il vino contiene tantissime altre sostanze, alcune delle quali sono desiderate, in quanto danno un sapore gradevole al vino oppure hanno un effetto positivo sulla salute (ad esempio i polifenoli e le antocianine), mentre altre sostanze sono indesiderate, in quanto danno un sapore sgradevole al vino oppure hanno un effetto negativo sulla salute (ad esempio l'anidride solforosa, la cui concentrazione massima è fissata per legge, essendo altamente tossica).
La tabella seguente riporta i valori tipici di concentrazione dei principali componenti del vino:
| Componente      | Formula chimica   | % in volume | % in peso | % in moli | Note | Fonte  |
| --------------- | ----------------- | ----------- | --------- | --------- | --- | ------ |
| Acqua           | H2O               | 70-90       | 82-85,4   | 92,6-94,1 | È il componente del vino a maggiore concentrazione                                                                                               | [ 12 ] |
| Alcol etilico   | C2H5OH            | 9-16        | 6,9-11,7  | 2,9-5,1   | È prodotto durante la fermentazione alcolica degli zuccheri presenti nell'uva. La sua percentuale in volume corrisponde alla gradazione alcolica | [ 12 ] |
| Acetaldeide     | CH3CHO            | 0,5-30      | 0,37-18,1 | 0,17-9,1  | È un prodotto secondario della fermentazione alcolica                                                                                            |        |
| Glicerolo       | C3H8O3            | 0,32-1,19   | 0,37-1,38 | 0,08-0,3  | È un prodotto secondario della fermentazione alcolica. La sua concentrazione aumenta all'aumentare della gradazione alcolica                     | [ 12 ] |
| Acido tartarico | C4H6O6            | 0,17-0,45   | 0,28-0,73 | 0,02-0,1  | Presente nell'uva | [ 12 ] |
| Acido lattico   | C3H6O3            | 0,08-0,33   | 0,09-0,37 | 0,02-0,08 | Prodotto dalla fermentazione malolattica | [ 12 ] |
| Acido malico    | HOOCCH(OH)CH2COOH | 0-0,44      | 0-0,64    | 0-0,1     | Presente nell'uva | [ 12 ] |

Altri componenti del vino sono:
- alcol metilico: particolarmente tossico; si forma dall'azione degli enzimi sulle pectine contenute nella buccia dell'uva;[12]
- alcoli superiori (cioè con atomi di carbonio superiori a 2);[12]
- butilenglicole e acido succinico: prodotti secondari della fermentazione alcolica;[12]
- acido acetico: prodotto secondario della fermentazione alcolica; la sua concentrazione può essere elevata se non si effettua un'adeguata pulizia dei contenitori utilizzati per la produzione del vino;[12]
- zuccheri: alcuni fermentano per dare alcol (fruttosio, glucosio) per cui è presente solo una frazione di essi che non ha completato la fermentazione, mentre altri non vanno incontro a fermentazione (arabinosio e xilosio); talvolta si aggiunge saccarosio al vino durante la sua produzione, ma tale zucchero non è presente nel prodotto finale in quanto reagisce velocemente;[12]
- acido citrico: è un acido organico presente nell'uva;[12]
- composti azotati e sali minerali: già presenti nell'uva;[12]
- composti fenolici: in parte sono presenti nell'uva e in parte sono ceduti dal legno della botte durante l'invecchiamento;[12]
- composti aromatici: possono essere già presenti nell'uva o formarsi durante il processo di produzione e invecchiamento del vino;[12]
- vitamine: sono presenti nell'uva; nel vino non è presente la vitamina C, in quanto viene consumata durante il processo di vinificazione;[12]
- anidride carbonica: prodotta durante la fermentazione alcolica; ha una concentrazione minore nei vini invecchiati;[12]
- ossigeno: assorbito dal vino durante il processo produttivo;[12]
- anidride solforosa: è particolarmente tossica; viene addizionata in piccole percentuali per regolare la fermentazione e come conservante.[12]

## Classificazione dei vini

### Generalità

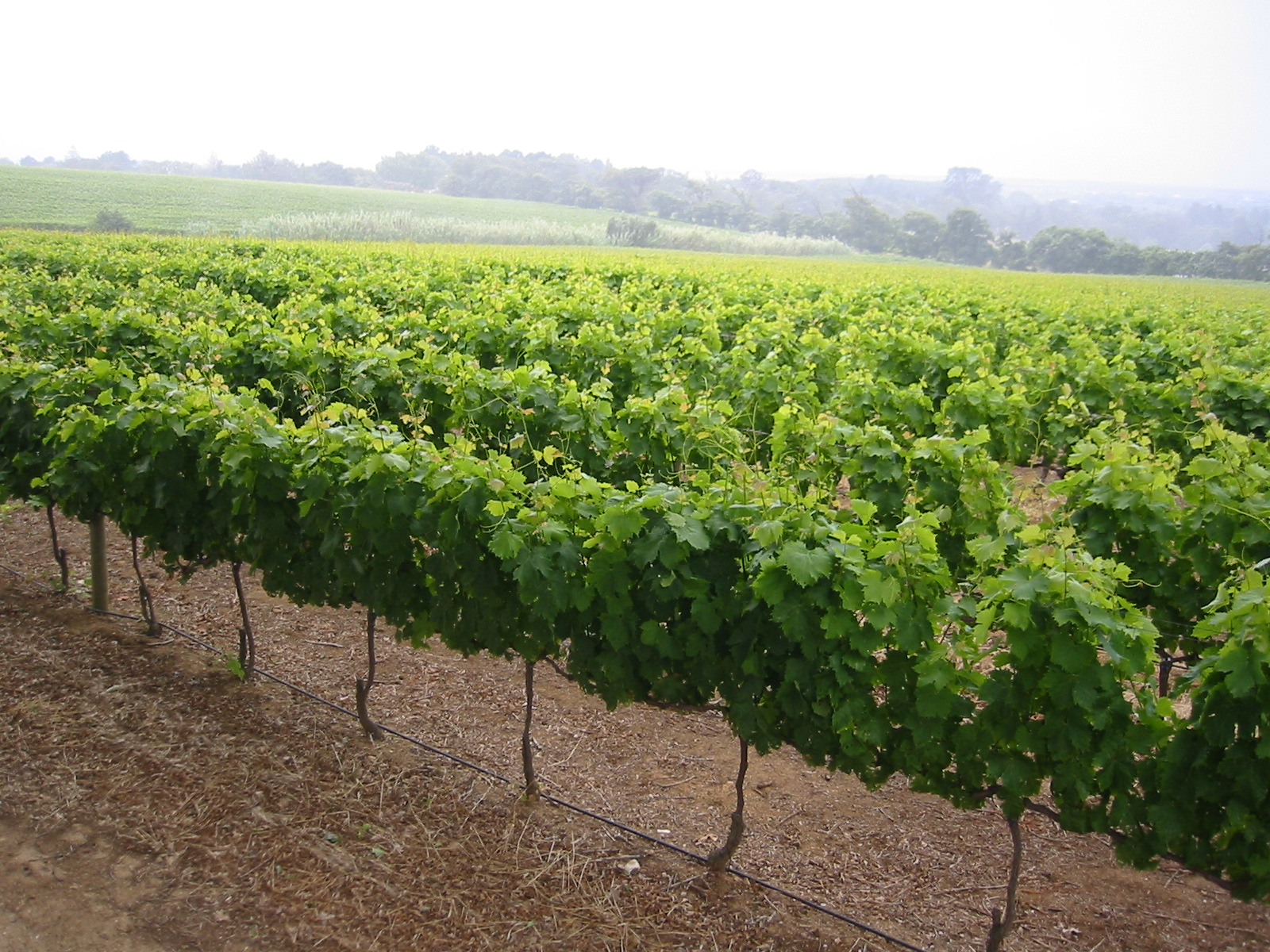
Filari di un vigneto in Sudafrica

I vini possono essere classificati in funzione di diversi aspetti. Di seguito i principali.
- nazione e, in subordine, regione/zona di provenienza;
- denominazione di origine o indicazione geografica di appartenenza. Si tratta della categoria di differenziazione principale. Un vino (nazionale, europeo, extra europeo che è il caso più frequente) può essere anche "generico" ovvero senza denominazione di origine o indicazione geografica;
- tipologia (fermo, frizzante, spumante, passito, liquoroso, novello, e, in subordine, bianco, rosso, rosato);
- annata
- vitigno (varietà di vite utilizzata per la produzione) da cui provengono le uve o meglio uvaggio visto che le varietà utilizzate possono essere diverse. I vitigni più famosi e diffusi nel mondo (i cosiddetti "Vitigni internazionali" o "Alloctoni") sono fra i rossi il Cabernet-sauvignon, il Cabernet franc, il Merlot, il Pinot noir, lo Zinfandel e il Syrah; tra i bianchi il Sauvignon, lo Chardonnay, il Muscat e il Riesling;
- fascia di prezzo;
- produttore (cioè la cantina vinicola che ha prodotto il vino) oppure (quando non coincidono) imbottigliatore[N 3]; nei casi di vini stranieri (specialmente extra UE) in etichetta compare anche l'importatore oppure il distributore (nei casi di vini UE);
- certificazione (es. vino biologico);
- macro classificazione organolettica (giovane/maturo, beverino/impegnativo, leggero/potente, secco/amabile, fruttato/evoluto e tante altre).

Altri fattori (più tecnici) possono essere: punteggio assegnato dalle guide, piatto/preparazione da abbinare, gradazione alcolica, caratteristiche sensoriali, ecc. Sempre più importante ormai è anche la classificazione del vino dal punto della metodologia produttiva (si veda sotto): convenzionale, biologico, biodinamico, naturale, vegano.

### Classificazione per tipologia
I vini si differenziano tra loro per il sistema di vinificazione (vini normali e speciali) e per le proprietà organolettiche: colore, odore, sapore e aroma; altri parametri concorrono a definire le caratteristiche di un vino: alcolicità, acidità, sapidità, astringenza (dovuta ai tannini) e altre proprietà tattili. I vini possono essere differenziati in vini fermi o vini effervescenti a seconda del fatto che siano in grado o meno di sprigionare anidride carbonica all'apertura delle bottiglie. Costituisce ulteriore distinzione il contenuto in zuccheri non fermentati del vino (secco, semisecco, dolce o altri termini specifici nel caso degli spumanti). Inoltre ogni vino è caratterizzato da una temperatura di servizio (temperatura ideale per la consumazione) e da abbinamenti ottimali con determinate pietanze.
In pratica, i criteri per suddividere le tipologie di vino sono tanti e diversi, ivi compresi i criteri legali, rilevanti nel caso del vino.
Nota bene: ciascuna delle tipologie descritte sotto sono relative ad una caratteristica principale. Esse, in massima parte, si intersecano, a parte le situazioni esplicite di mutua esclusione.

#### Vini ordinari

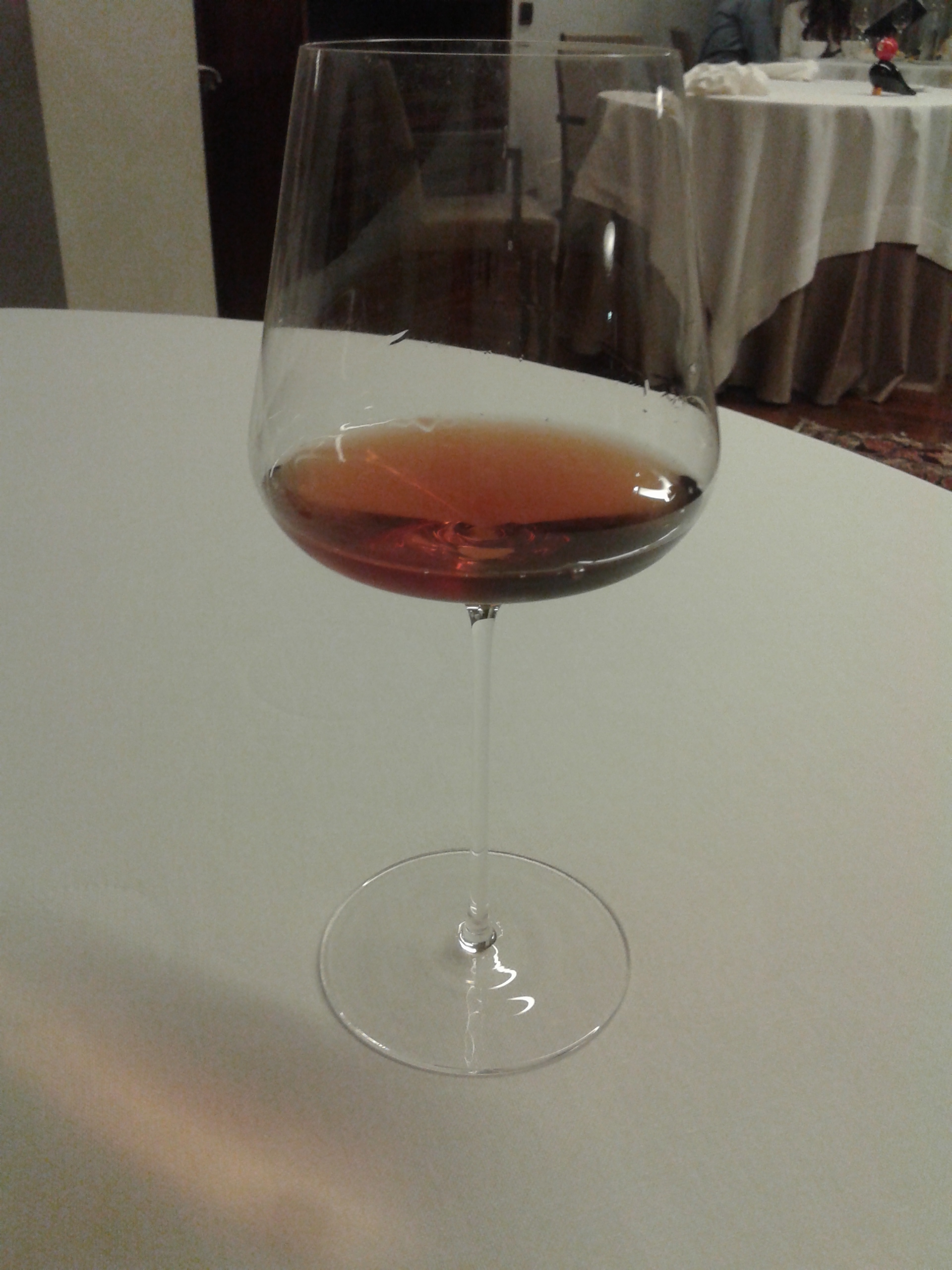
Bicchiere di orange wine (Collio DOC-ribolla gialla)

Si intendono per vini ordinari quei vini immessi al consumo dopo aver subito il solo processo di vinificazione (quindi senza interventi tecnici successivi o aggiunte di altri componenti). L'altra categoria è quella dei vini speciali (vedi sotto).
Vino fermo
Un vino fermo o tranquillo è un vino che non presenta effervescenza.
Vino effervescente
Un vino effervescente è un vino che presenta effervescenza (dovuta alla presenza di anidride carbonica). Il vino frizzante e il vino spumante formano la tipologia del vino effervescente.
Vino bianco
Il vino bianco viene prodotto con diverse tecniche che lavorano l'acino d'uva bianca, in modo da ottenere il solo succo ed eliminare quindi le bucce. Può essere anche prodotto da uva a bacca nera (ad esempio pinot noir) separando da subito le bucce dal succo, al contrario del processo di vinificazione in rosso, che prevede la macerazione anche delle bucce per estrarne il colore e i contenuti. Si presenta all'aspetto di colore giallo in varie tonalità (dal verdolino all'ambrato, passando per il paglierino e il dorato); è generalmente caratterizzato da profumi floreali e fruttati e va consumato ad una temperatura di servizio compresa fra 8 °C e 14 °C; al gusto prevalgono le sensazioni di freschezza e acidità, anche se con l'aumentare della temperatura di servizio potrebbero presentarsi sgradevoli sensazioni di amaro. Gli accoppiamenti ottimali sono con le pietanze a base di pesce, molluschi, crostacei, verdure e carni bianche, e in generale con piatti di cottura rapida e sughi poco strutturati.
Vino rosato
Il vino rosato, la cui produzione industriale (in Italia) fu iniziata in Puglia nel 1892 dalla cantina Pavoncelli di Cerignola con il "Canal Gentile", si produce utilizzando uve a bacca nera lavorate in modo da ottenere succo a veloce contatto con le bucce (macerazione di uve pigiate o uve pressate), da circa 2 ore (tipico di lavorazione in pressa) fino a 36 ore circa (tipico di macerazione di uve diraspo-pigiate). In questo modo le bucce cedono solo parte del colore al mosto. In alternativa si può usare il metodo del salasso, che consiste nel togliere parte del mosto durante la vinificazione in rosso (quindi in presenza delle bucce): il succo colorato estratto prosegue una vinificazione in bianco così da ottenere un vino di colore rosato. La terza possibilità è quella di unire vino rosso a vino bianco. A parte poche situazioni specificate dalla legge comunitaria, in funzione della categoria del prodotto oppure per specifiche denominazioni se previsto dal relativo disciplinare, è possibile produrre rosato mescolando vino bianco e vino rosso o lavorare insieme le due tipologie di uve di origine. La situazione più nota è l'assemblaggio per ottenere successivamente la versione rosé di spumante o frizzante. Il vino rosato si presenta all'aspetto di colore tra il rosa tenue, il cerasuolo e il chiaretto (cioè rubino scarico); è generalmente caratterizzato da profumi fruttati e aromi fragranti e va consumato ad una temperatura di servizio compresa fra 10 °C e 14 °C; al gusto prevalgono le leggera acidità, spesso è sapido con corpo snello, di elegante aromaticità. Gli accoppiamenti ottimali sono con pietanze gustose a base di pesce, paste asciutte con sughi delicati, salumi leggeri. Quando si parla di spumante il termine più consueto è rosé invece di rosato.
Vino rosso
Il vino rosso si presenta all'aspetto di colore rosso in varie tonalità (dal porpora al rubino fino al granato e all'aranciato), e viene prodotto dal mosto fatto macerare sulle bucce, così da estrarre polifenoli e le sostanze coloranti naturalmente presenti su di esse. È generalmente caratterizzato da un'ampia varietà di profumi (fiori, frutta, confettura, erbe, spezie) e da una più o meno elevata sensazione di morbidezza, corposità e tannicità; va consumato ad una temperatura di servizio compresa fra 14 °C e 20 °C. Gli accoppiamenti ottimali sono con le carni rosse, la cacciagione, i formaggi, e tutte le pietanze basate su cotture prolungate e sughi strutturati.
Vino arancione
Il vino arancione, conosciuto anche come orange wine, è prodotto a partire da vitigni a bacca bianca con macerazione sulle bucce. Questo procedimento fa sì che il colore sia tipicamente ambrato o spesso aranciato; a seconda delle modifiche di processo, ve ne sono anche di color oro con svariate sfumature. Sono quasi sempre espressioni di produttori di vino naturale o vino biodinamico. Le possibili varianti produttive sono diverse. A parte il colore, questo particolare procedimento comporta che gli "orange wines" (detti anche "vini bianchi macerati") abbiano caratteristiche olfattive e gustative notevolmente peculiari e fuori dall'ordinario.
Vino novello
Il vino novello si ottiene mediante macerazione carbonica. Ha un colore intenso e forti aromi secondari o fermentativi. Non può essere immesso sul mercato prima del 30 ottobre (nel recente passato era il 6 novembre) di ogni anno e se ne consiglia un consumo nei primi sei mesi perché poco stabile. Un accoppiamento ottimale e tipico del vino novello è con le castagne, e conseguentemente con gli alimenti a base di farina di castagne, come neccio e castagnaccio.
Vino passito
Ottenuto da uve appassite lavorate come per una normale vinificazione. L'appassimento può avvenire in maniera naturale sulla pianta (eseguendo dunque la vendemmia tardivamente) oppure artificialmente ponendo l'uva su dei graticci sui quali viene insufflata aria calda, oppure per effetto della cosiddetta muffa nobile, ovvero la Botrytis cinerea, che attacca gli acini formando una coltre superficiale che fa evaporare l'acqua contenuta nell'acino, aumentando così la concentrazione degli zuccheri.

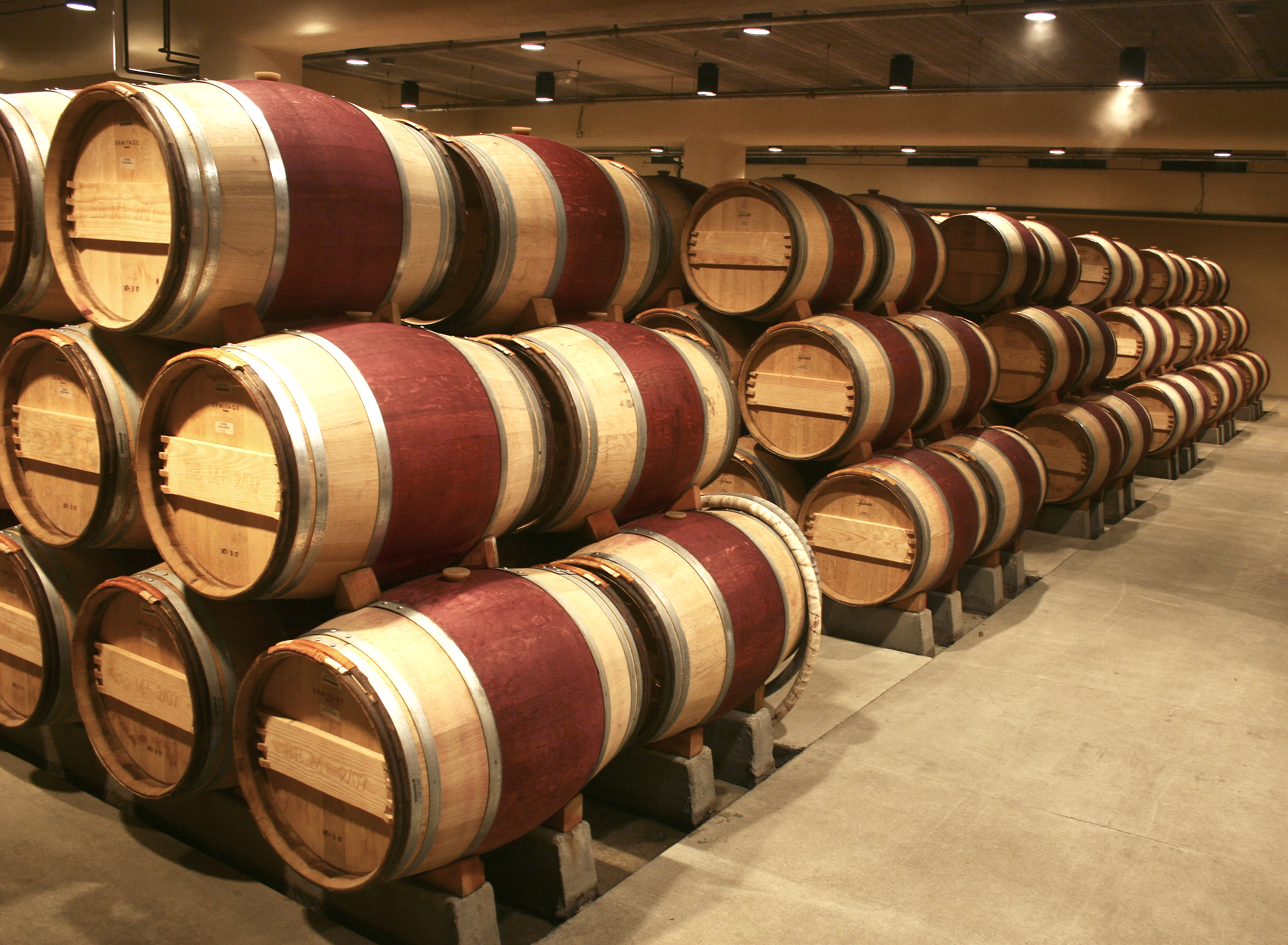
Barriques per l'affinamento del vino

Vino barricato
Il vino barricato viene lasciato invecchiare in botti di legno, con particolare riferimento al legno di rovere che si ottiene dalle querce, ma anche di robinia, ciliegio e altre essenze. Questo procedimento consente al vino di invecchiare lentamente mediante un processo di ossidoriduzione che avviene tramite le fibre lignee: esso dà al vino un aroma più intenso, un odore di tostato e al gusto sarà più equilibrato e più morbido. Il legno cede al vino i tannini idrolizzabili (che sono più morbidi di quelli condensati), polimeri delle catechine presenti nella buccia degli acini e nei vinaccioli, e sentori speziati (es. vaniglia) ed eterei che conferiranno al vino un prezioso bouquet. Le botti di rovere più prestigiose per le loro performance sono le barrique francesi di 225 litri, fabbricate esclusivamente con legni di rovere provenienti dalla foresta di Allier. Il fatto di potere contare su legni che provengono storicamente dagli stessi alberi, consente agli enologi di potere stabilire diversi parametri per l'invecchiamento dei vini. Va segnalato che è diventata prassi comune da parte di produttori vinicoli assai commerciali l'aggiungere al vino trucioli di legno per conferire al vino gusto e aromi di legni: numerosi enologi ritengono che si tratti di una manovra posticcia che non può assolutamente dare al vino trattato le caratteristiche di un vero invecchiamento in botti di legno pregiato. Infatti si ritiene che l'effetto dei trucioli sia principalmente quello di dare al vino sentori di tostatura senza però contribuire all'evoluzione aromatica che si raggiunge grazie ai particolari equilibri ossidoriduttivi che si vengono a determinare nelle barrique. Inoltre in queste ultime sono presenti le fecce nobili le quali sono la base dell'evoluzione aromatica del vino e in parte della sua stabilizzazione. Ad ogni modo, i disciplinari e/o la legislazione riducono gli ambiti in cui è possibile utilizzare i chips enologici.
Vino frizzante
È un vino che presenta una moderata effervescenza dovuta alla presenza di anidride carbonica con una sovrappressione compresa, a temperatura ambiente, tra 1 e 2,5 bar. Sono naturali o gassificati (questi ultimi di mediocre qualità). Quelli naturali sono quasi sempre realizzati con il metodo Charmat.
I vini frizzanti non devono essere assolutamente confusi con gli spumanti che sono vini speciali (e hanno una sovrappressione maggiore): un vino frizzante può essere considerato, a livello di effervescenza e spuma, a metà strada tra un vino "tranquillo" (ovvero senza alcuna presenza di bollicine cioè un vino "fermo") e uno spumante. Sia a livello visivo che, soprattutto in bocca, è relativamente semplice riconoscere l'effervescenza di un frizzante rispetto a quella di uno spumante.

#### Vini speciali
Si intendono per vini speciali quelli che dopo il processo di vinificazione e prima di essere immessi al consumo vengono sottoposti ad ulteriori interventi tecnici o all'aggiunta di altri componenti. Questa è la differenza rilevante con i vini ordinari. Da notare che, per la legge e quindi per le trattazioni "tecniche", i vini passiti non sono speciali, come non lo sono i vini frizzanti.
I vini speciali sono:
- Vino spumante: in seguito ad una vinificazione tradizionale come per un normale vino, viene aggiunto il cosiddetto Liquer de Tirage ovvero lieviti, monosaccaridi (in diverse forme) e minerali, al fine di provocare una rifermentazione che può avvenire in bottiglia (metodo classico o champenoise) o in autoclave (metodo Charmat o Martinotti)
- Vino liquoroso
- Vino aromatizzato

### Classificazione su metodologia produttiva

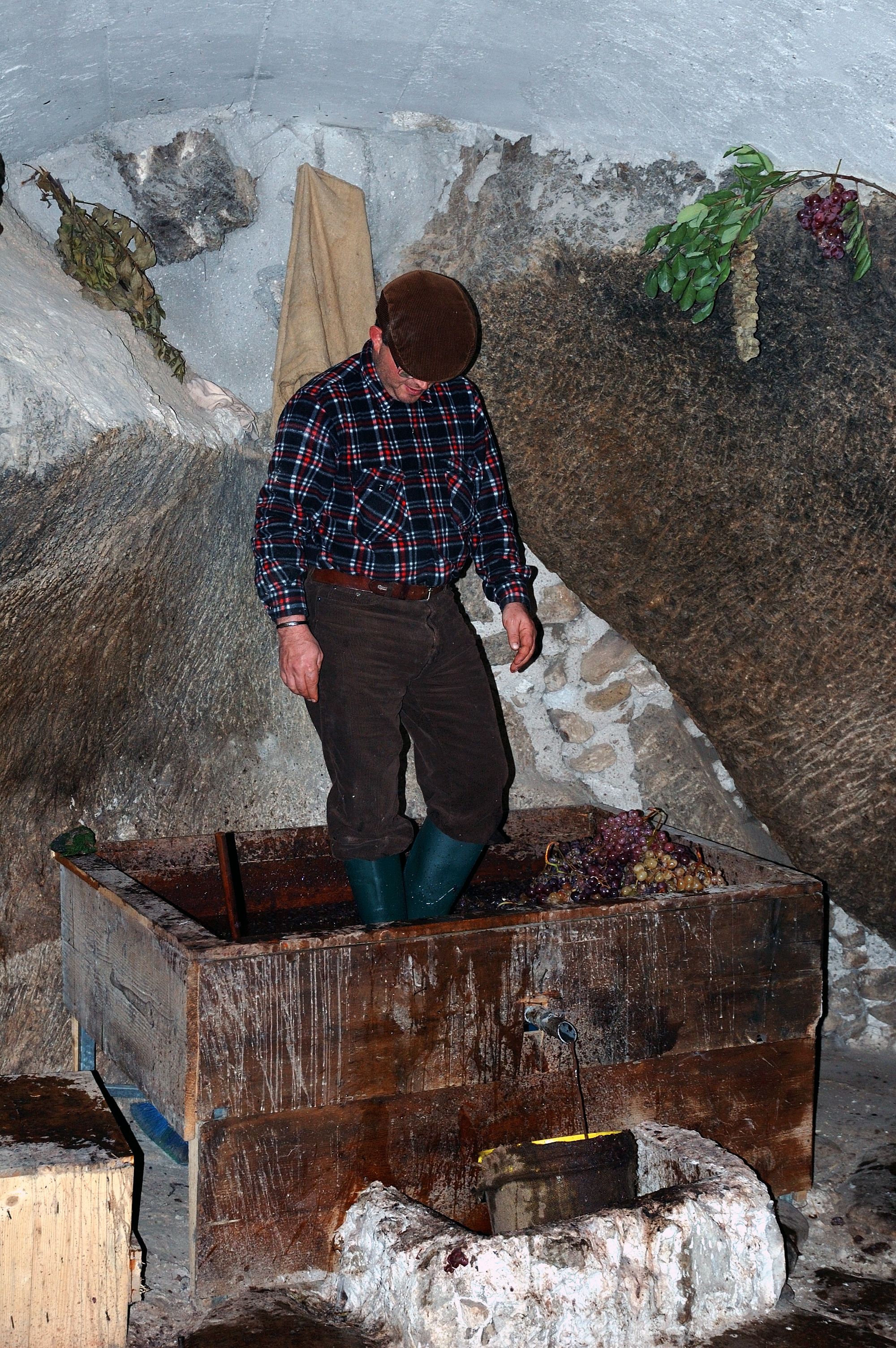
La spremitura dell'uva con i piedi dopo la vendemmia, la prima operazione del metodo di produzione tradizionale

Dal punto di vista delle modalità con le quali si eseguono le lavorazioni (in campagna e in cantina) ovvero in relazione al ricorso a tecniche e procedimenti per coltivare le viti, ottenere le uve e produrre il vino in termini di impatto sull'ambiente, rispetto della tradizione, aderenza a normative di settore, rispetto di disciplinari o ad attenzione a specifiche filosofie e teorie produttive, abbiamo, attualmente:
- vini convenzionali;
- vini biologici;
- vini biodinamici;
- vini naturali;
- vini vegani.

#### Vino convenzionale
Il "vino convenzionale", è, di fatto, il vino che noi tutti conosciamo. Viene così gergalmente chiamato per differenziarlo dalle altre categorie (es. vino biologico). Esso rappresenta il vino ottenuto impiegando i sistemi e i metodi attualmente consentiti dalla legge.
In Italia, la prima definizione di "vino" fu sancita con il Regio Decreto del 15 ottobre 1925 n. 2033.
Attualmente l'ordinamento italiano ed europeo sono ricche di leggi e normative che specificano, con dovizia di particolari, tutte le prescrizioni, i divieti e le definizioni per la produzione e commercializzazione del vino.

#### Vino biologico
Il vino biologico è la definizione giuridica per tutti quei vini certificati da un organismo di certificazione terzo seguendo le normative comunitarie:
- Reg. CE Nº 834/07[23] e Reg. CE Nº 889/08[24] per ciò che concerne principalmente la conduzione agronomica dei vigneti, ovvero la produzione di uve da agricoltura biologica certificata;
- Reg. CE Nº 203/12[25] per ciò che concerne principalmente gli aspetti enologici e la vinificazione, ovvero la produzione di vino biologico da uve da agricoltura biologica;

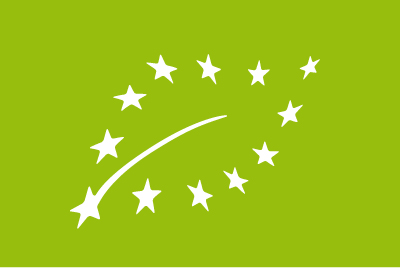
Logo autorizzato applicato in etichetta del vino biologico certificato

Nei suddetti regolamenti e nei relativi allegati si trovano tutte le indicazioni di produzione e le limitazioni di intervento da parte del produttore. Essendo un prodotto certificato, esiste un sistema di controllo che garantisce che le disposizioni siano seguite in tutte le fasi di realizzazione del vino, dal vigneto alla bottiglia.
In sintesi le caratteristiche del vino biologico sono:
1. le uve utilizzate provengono da agricoltura biologica certificata. Ciò implica divieti nell'utilizzo di fitofarmaci, diserbanti, pesticidi e concimanti di sintesi. Il regolamento è molto chiaro su cosa può essere utilizzato: es. rame & zolfo come fitofarmaci e, soprattutto, i quantitativi massimi ammissibili. In più il regolamento impone all'agricoltore anche delle pratiche volte a garantire la fertilità del fondo e l'agricoltura sostenibile (Es. sovescio, rotazione delle colture, piantumazione obbligatoria del favino, ecc.);
2. le pratiche di vinificazione avvengono secondo un disciplinare che impone divieti nell'utilizzo di coadiuvanti e additivi. I pochi prodotti permessi devono avere, ovviamente, origine biologica certificata anch'essi ed entro limiti tracciati e ben definiti;
3. livelli di anidride solforosa nel prodotto imbottigliato ridotti rispetto al vino "convenzionale" (a novembre 2013, 100 mg/l per i vini rossi secchi, e 150 per i vini bianchi secchi);
4. Il produttore si sottopone ad un processo di certificazione da parte di un organismo di certificazione per ciò che concerne tutto il processo produttivo e il vino può essere immesso sul mercato solo a fronte dell'esito positivo del processo di controllo;
5. tutte le fasi della produzione, dal vigneto alla bottiglia, sono tracciate attraverso idonei flussi documentali;
6. logo autorizzato da apporre nell'etichetta che riporta la certificazione del prodotto e l'organismo di certificazione che effettua i controlli.

#### Vino biodinamico
Un tentativo di andare oltre l'approccio biologico al vino, attualmente piuttosto permissivo data la possibilità di impiegare in vinificazione diverse pratiche e presidi enologici (circa la metà di quelli usati nel convenzionale) è il vino ottenuto tramite l'approccio biodinamico. Non esiste, tuttora, dal punto di vista legislativo, la definizione di "vino biodinamico". A oggi qualsiasi riferimento a vini biodinamici è un procedimento privato dato che non esiste un riconoscimento normato di tipo pubblico (mentre per il vino biologico invece ci sono leggi e certificazione accreditata obbligatoria).
Inizialmente, il cosiddetto vino biodinamico, o vino prodotto seguendo i dettami dell'agricoltura biodinamica, è stato il vino prodotto secondo la visione "cosmica" di tipo antroposofica attraverso gli insegnamenti di Rudolf Steiner. L'agricoltura biodinamica è un tentativo olistico di unire pratiche colturali biologiche a visioni filosofiche, sforzo che desta critiche e perplessità da parte di coloro che rilevano la non scientificità di alcune componenti esoteriche del sistema.
La principale organizzazione mondiale di produttori biodinamici (con sede anche in Italia) è la Demeter (che si richiama esplicitamente al pensiero di Steiner), che verifica e approva il prodotto apponendo il proprio marchio commerciale registrato (vino Demeter/Biodynamic®). Viene utilizzato un disciplinare di emanazione Demeter che alcune espressioni nazionali dell'associazione (ad esempio Italia e Francia) personalizzano, per renderlo più restrittivo rispetto a quello internazionale. I limiti di solforosa ammessi sono inferiori a quello del vino biologico e pure minore è il numero di pratiche enologiche ammesse dagli standard biologici (esplicitamente richiamati nel testo del disciplinare come requisito base).
Oltre a Demeter si sono successivamente diffuse altre associazioni di produttori di vino che utilizzano l'agricoltura biodinamica, senza il ricorso alle credenze antroposofiche di Steiner.
Non esistono prove verificabili scientificamente di una qualsiasi differenza chimico fisica tra vino ottenuto per vie tradizionali e con metodi biodinamici. Scientificamente è da considerarsi quindi una superstizione.

#### Vino naturale
Come per il biodinamico, ad oggi non esiste, dal punto di vista normativo e legislativo, la definizione di "vino naturale".
Il vino cosiddetto "naturale" è quello prodotto generalmente da quei piccoli vignaioli che pur aderendo a tutti i principi "naturalistici" dell'agricoltura biologica e di quella biodinamica, non vogliono aderire a regolamenti, certificazioni, ecc. In pratica, non utilizzano prodotti di sintesi o pratiche invasive, ma si sentono un po' vincolati da requisiti tecnici o filosofici di sorta.
A differenza delle altre categorie (in particolare quella del biologico), la filosofia del vino naturale è concepita perché il prodotto sia ottenuto non utilizzando nessuna delle sostanze ammesse in vinificazione dalle altre metodologie (a parte bassissimi quantitativi di anidride solforosa). Similmente, non sono utilizzati i comuni procedimenti chimico-fisici di cantina per il trattamento dei mosti e dei vini (ammessi per il vino biologico, e alcuni, per il biodinamico). La componente esoterica dell'approccio di Steirner è trascurata.
Chi afferma di produrre vini naturali fa spesso appello al concetto di vino del terroir come chiave per fare vino nel rispetto dei cicli della natura e, soprattutto, per favorire l'espressione e la tipicità della zona (vitigno autoctono, terreno, clima, tradizione).
Tuttavia, non esistendo una definizione giuridica di "vino naturale", né, tanto meno, una certificazione di prodotto o di processo, questa tipologia di vino rimane controversa in quanto non è dimostrabile, al consumatore, che molte delle filosofie dichiarate siano effettivamente applicate dal produttore stesso nella fase agronomica ed enologica (Es. l'utilizzo di lieviti indigeni o il non utilizzo di prodotti di sintesi). Al contrario, nel vino biologico, esistendo delle norme comunitarie di riferimento, viene applicato un protocollo di controlli effettuati da un organismo di certificazione terzo, accreditato e riconosciuto da ACCREDIA, al quale ogni singolo produttore si sottopone, tutelando quindi, la veridicità e l'aderenza al disciplinare di fronte al consumatore.
Inoltre, ad oggi, non esistono disciplinari legalmente riconosciuti e internazionalmente condivisi da seguire per produrre "vino naturale". Esistono, invece, delle associazioni di produttori (quelle francesi sono le più antiche e conosciute), anche nazionali, che riuniscono produttori di vini naturali e che si propongono di rispettare delle regole interne all'associazione.
Concludendo, "vino naturale" è una definizione che può essere fuorviante e che non basta ad indicare, da sola, la maggiore "naturalità" del prodotto rispetto alle altre categorie di vino (Es. vino convenzionale). La definizione generica "vino naturale", infatti, non trova alcun riscontro nelle dichiarazioni ambientali di prodotto o nella normativa comunitaria Reg. CE Nº 1169/11 riguardante la fornitura di informazioni sugli alimenti ai consumatori.

#### Vino vegano
In questa definizione rientrano tutti quei vini che si sono sottoposti ad un processo di verifica, effettuata da un ente terzo, atta ad indicare che tutti i processi di produzione, agronomici ed enologici, siano stati effettuati non utilizzando qualsiasi prodotto e/o attrezzatura di origine animale.
Questi vini, solitamente, hanno un mercato specifico, ovvero di tutti quei consumatori vegani che desiderano, quindi, un prodotto in assenza totale di sfruttamento animale.
Di solito, le certificazioni per questo genere di prodotto hanno come requisiti minimi:
- il divieto di utilizzo di attrezzature di origine animale in tutte le fasi del processo: es. aratura del fondo con buoi;
- il divieto assoluto di usare, in fase di vinificazione, additivi di origine animale: es. albumina o caseina;
- che tutti i materiali utilizzati non siano di origine animale: es. Packaging;
- che venga apposto in etichetta un apposito adesivo (che varia a seconda dell'ente certificatore), che sancisca le caratteristiche vegane del vino.

Sebbene non esista una classificazione normativa vera e propria di vino vegano, le certificazioni appoggiano la loro validità sul seguente elenco (non esaustivo) di norme:
- Reg.ti CE n°1829 e 1830 del 2003 in tema di alimenti e tracciabilità di OGM;
- UNI EN ISO 22005:2008, certificazione inerente alla tracciabilità della filiera produttiva;
- Reg. CE n°1169/11[35] in tema di comunicazione delle informazioni sugli alimenti ai consumatori;
- Europen Vegetarian Union, 2015, per le definizioni di "vegetariano" e "vegano", in accordo con la normativa europea di cui al punto sopra.

## La conservazione del vino

### Contenitori per la conservazione del vino

#### Tipi di bottiglie

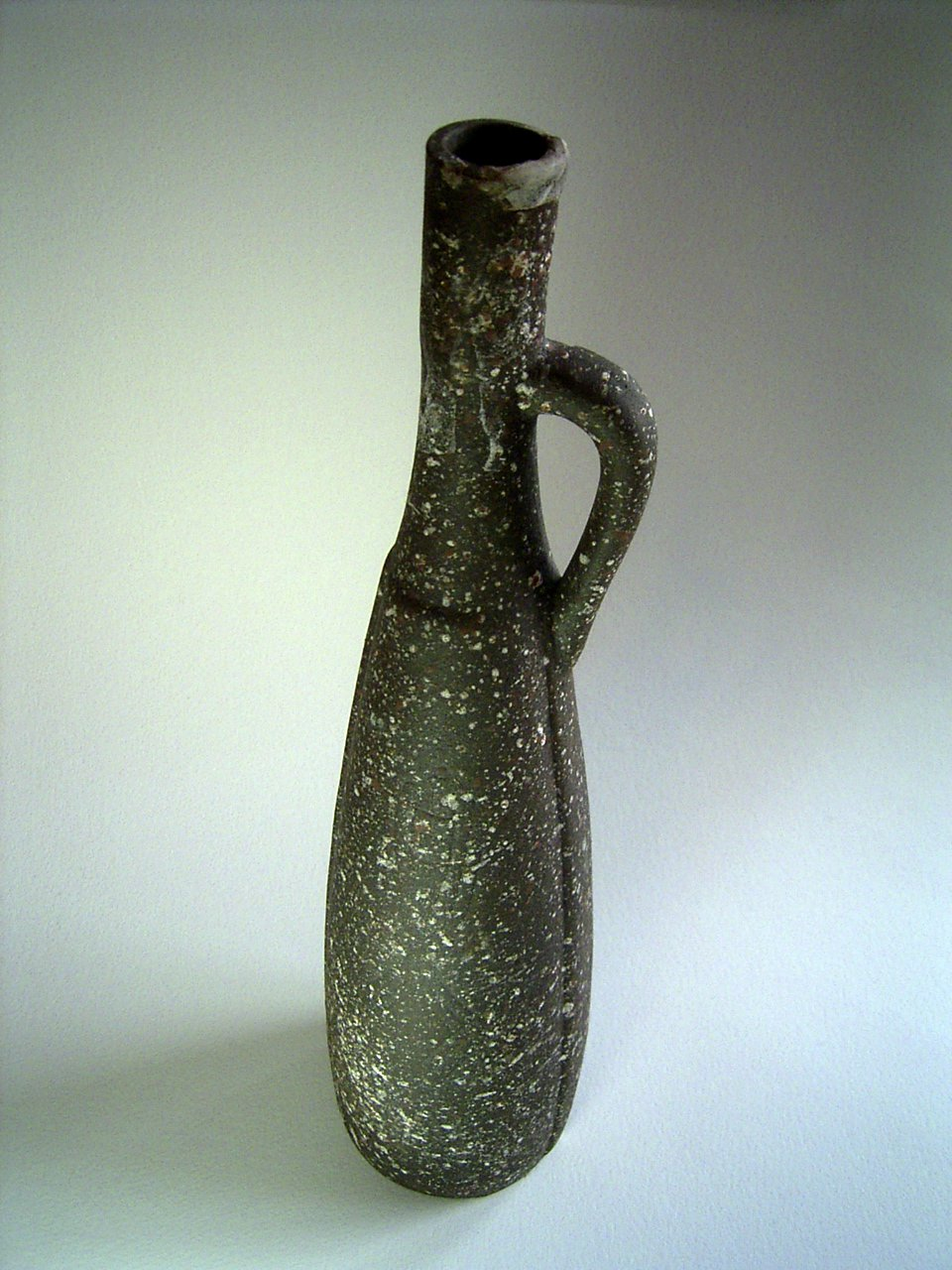
Bottiglia di vino proveniente dal Kazakistan
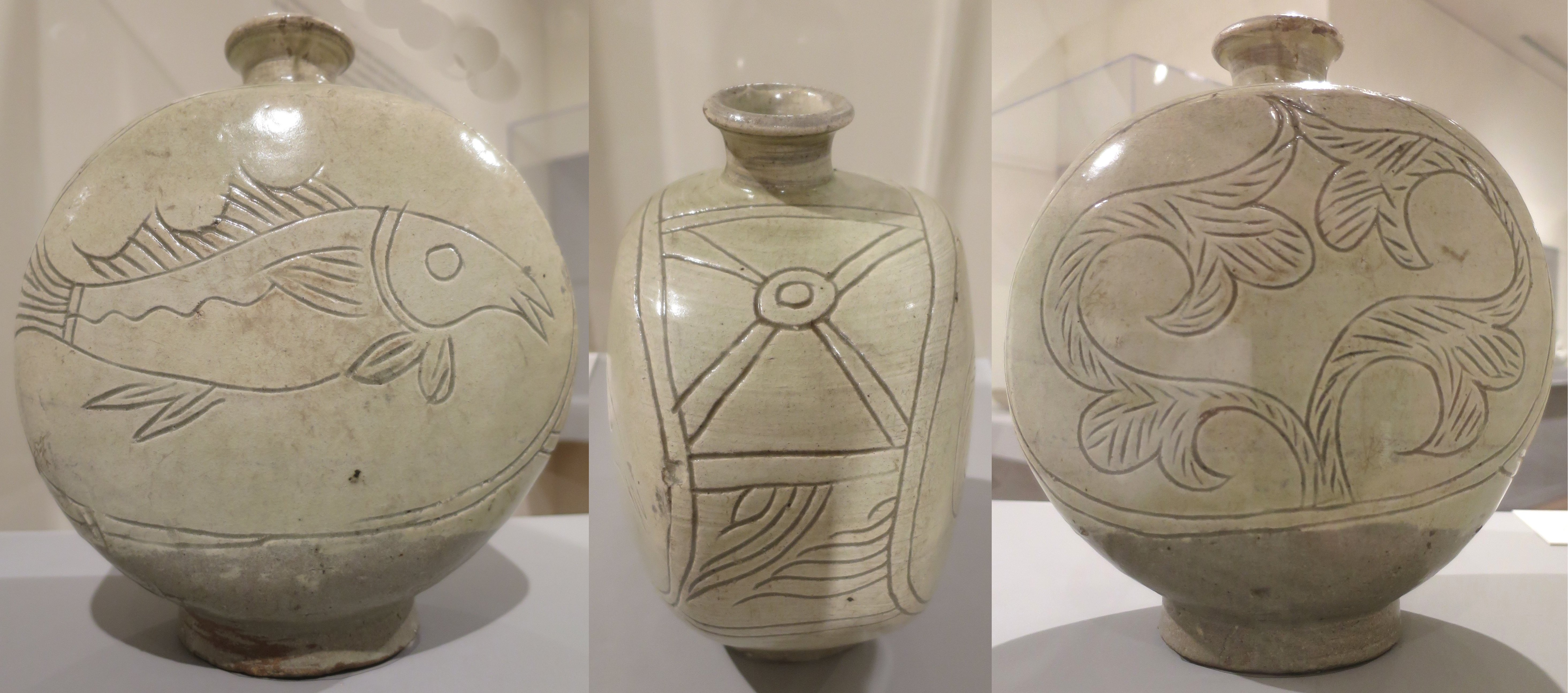
Bottiglia di vino coreana del XV secolo
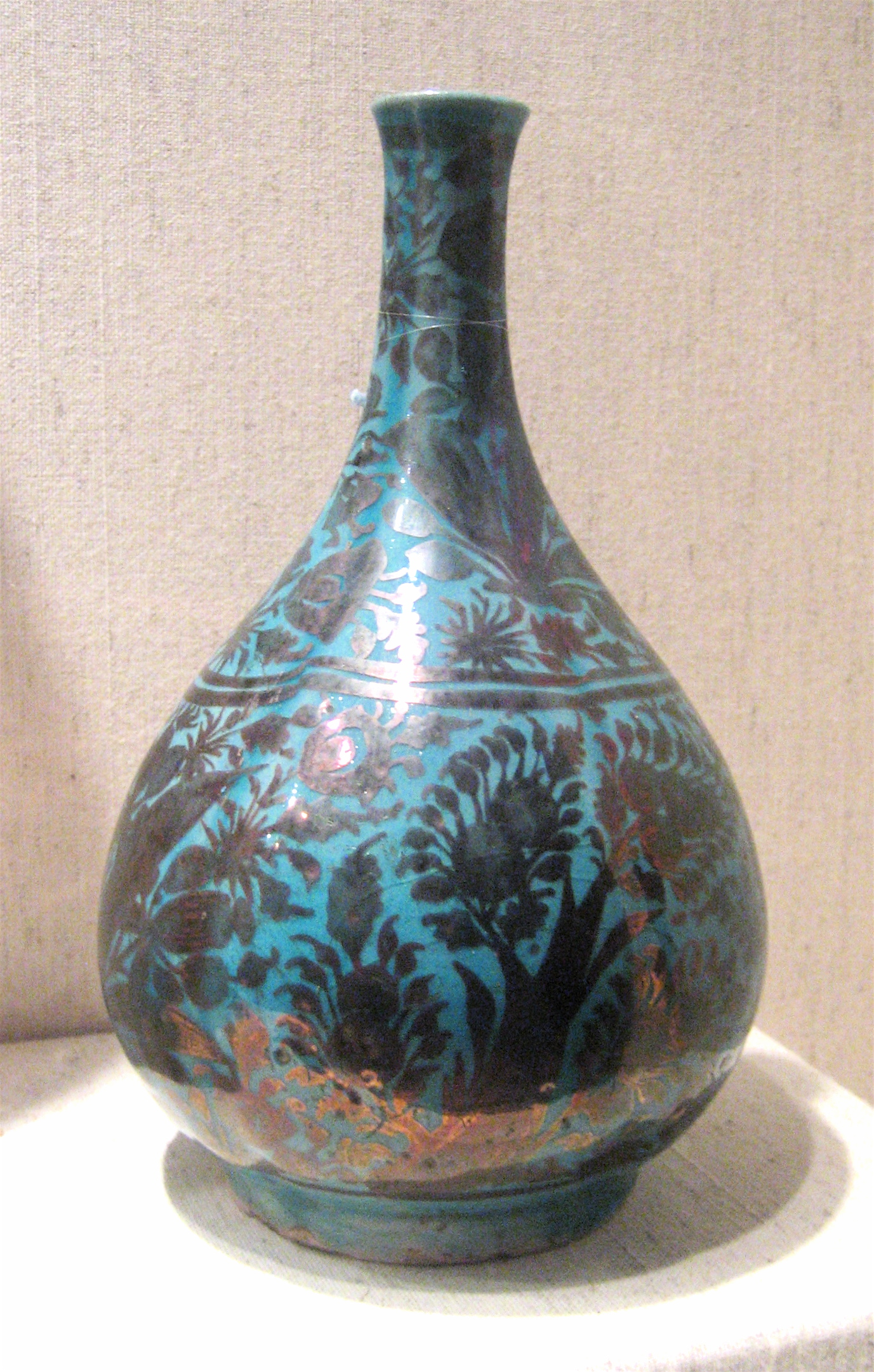
Bottiglia di vino iraniana del XVII secolo
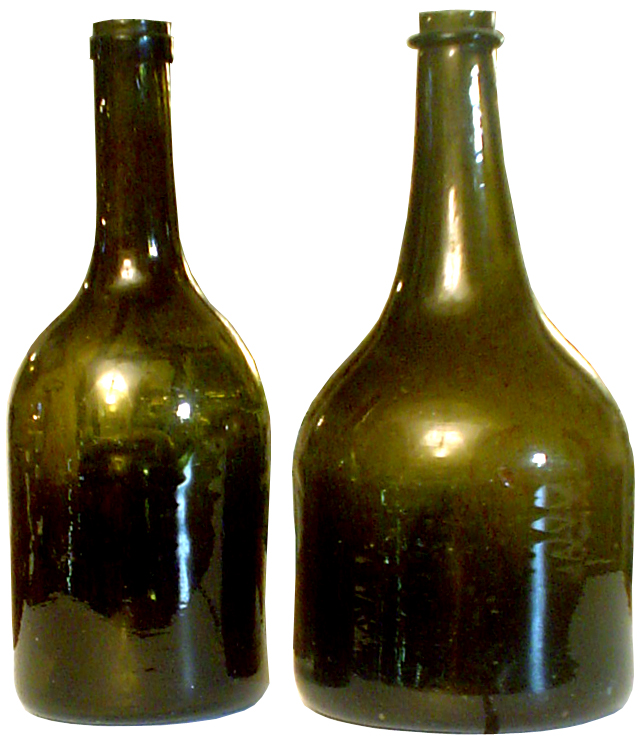
Bottiglie di vino del XVIII secolo

#### Altri contenitori
Questi sono i principali tipi di contenitori in cui può essere contenuto il vino:
- Bag-in-box
- Bag-in-Tube[36]
- Botte, Barrique, Piece
- Damigiana
- Fiasco
- Tanica

### Invecchiamento del vino
In base al limite di tempo di invecchiamento previsto dal proprio disciplinare di un vino c.d. Base, si può determinare quando, oltrepassato tale limite(anni), il vino si certifica come "Riserva". In aggiunta alla DO.

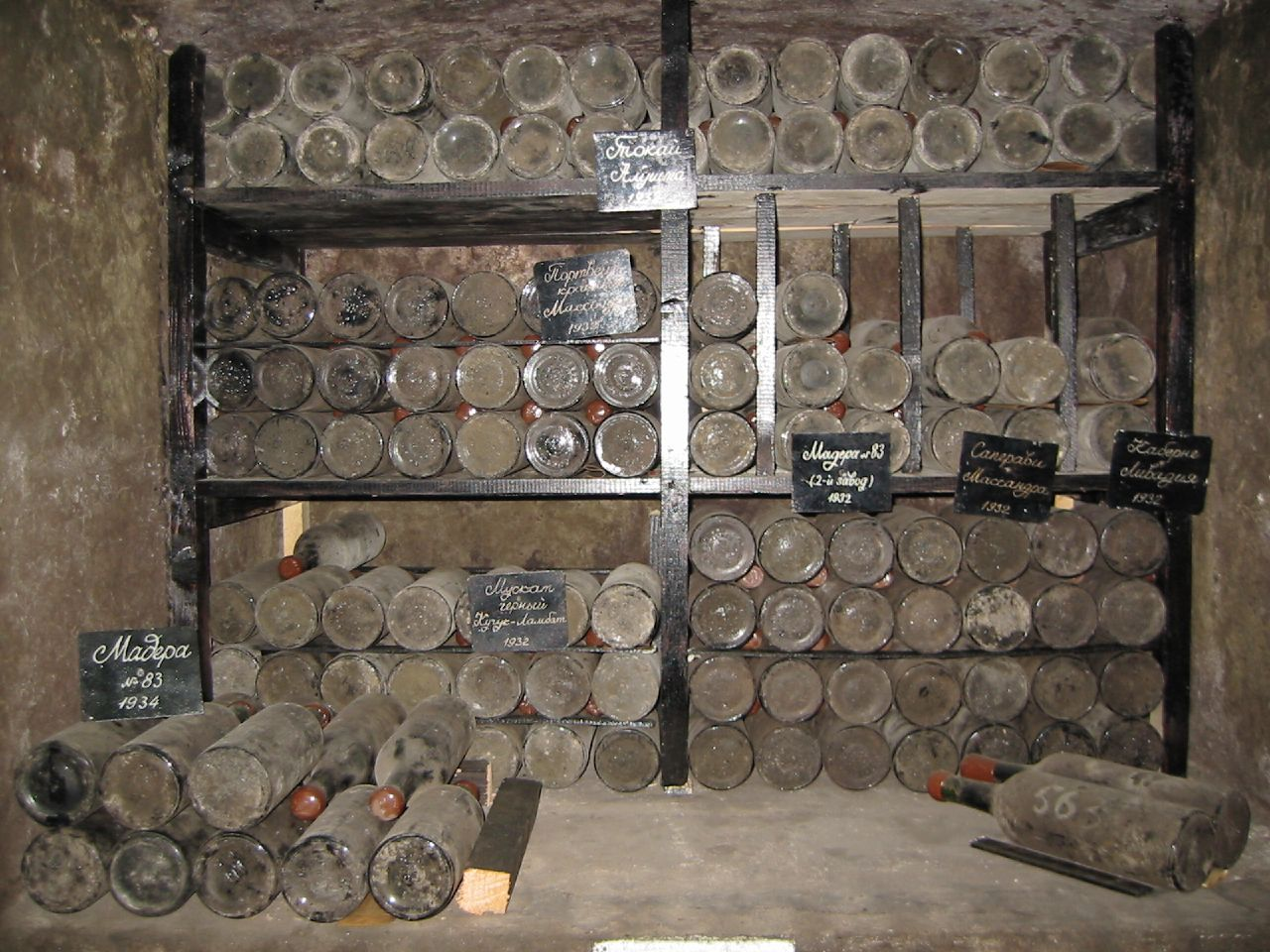
Bottiglie di vino sottoposte a invecchiamento in cantina

## Distillazione del vino

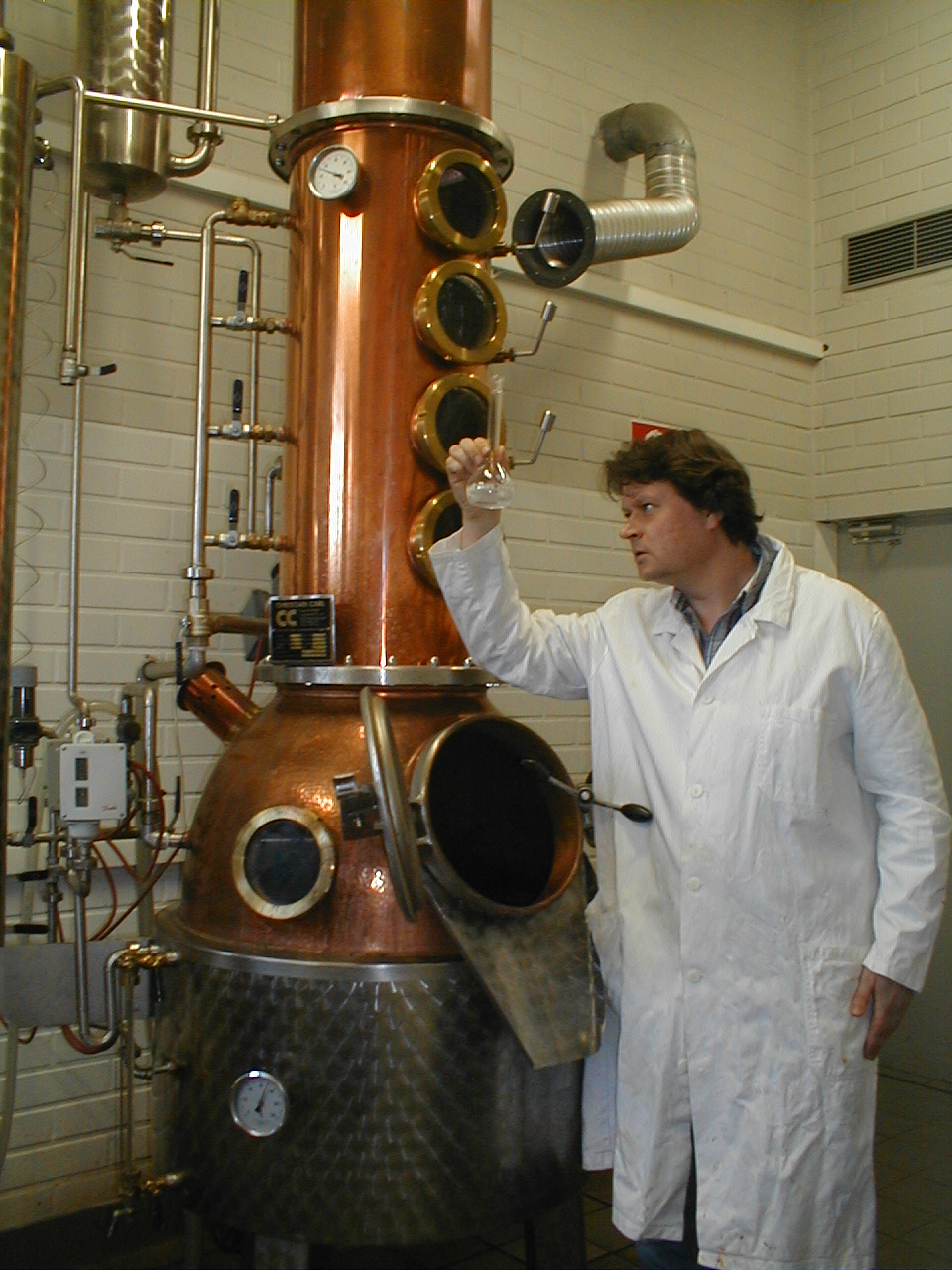
Apparecchiatura per la distillazione del vino

## Il consumo del vino

### Contenitori per il consumo del vino
- Bicchiere
- Decanter
- Flûte
- Caraffa
- Pane e Vino

## Produzione del vino

### Maggiori paesi produttori e consumatori

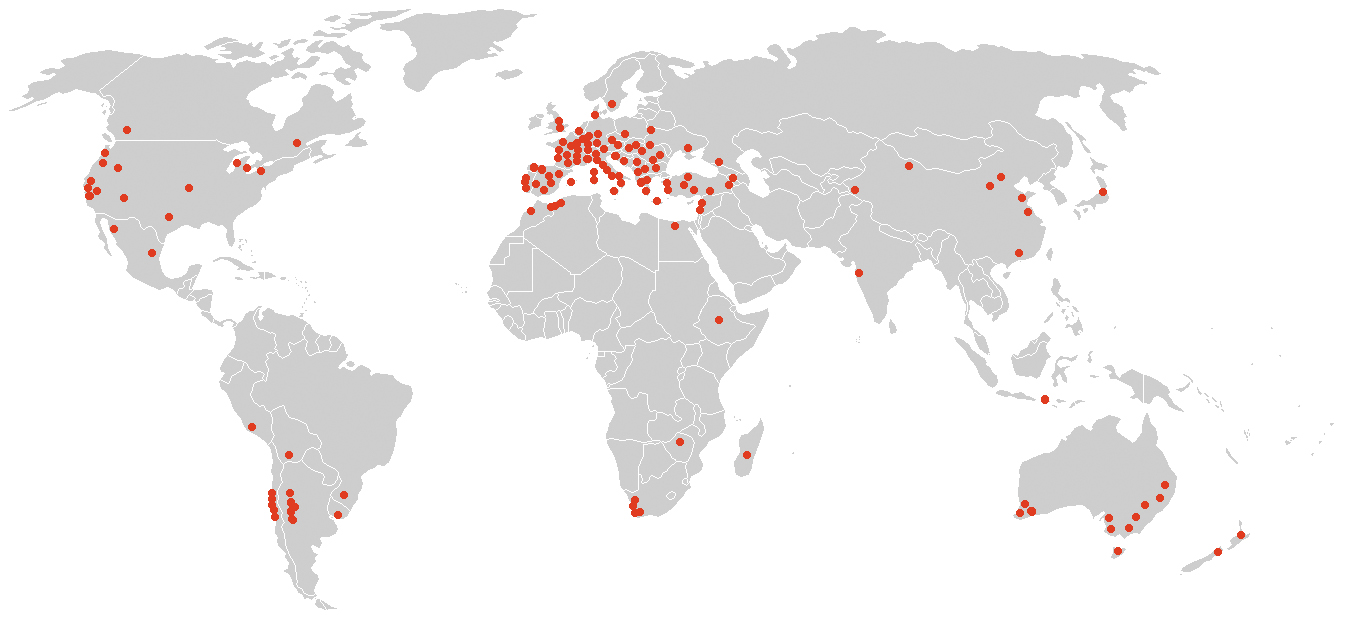
Zone di produzione del vino

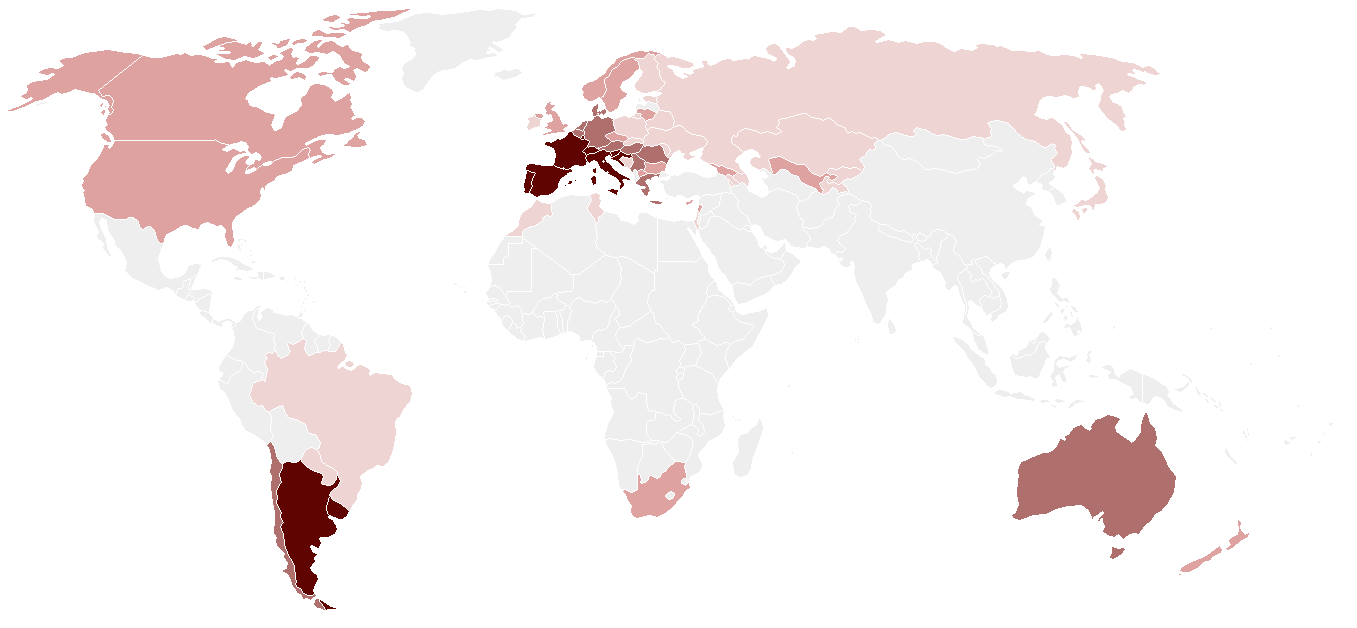
Consumo annuale di vino pro capite:
██ meno di 1 litro
██ da 1 a 7 litri
██ da 7 a 15 litri
██ da 15 a 30 litri
██ più di 30 litri

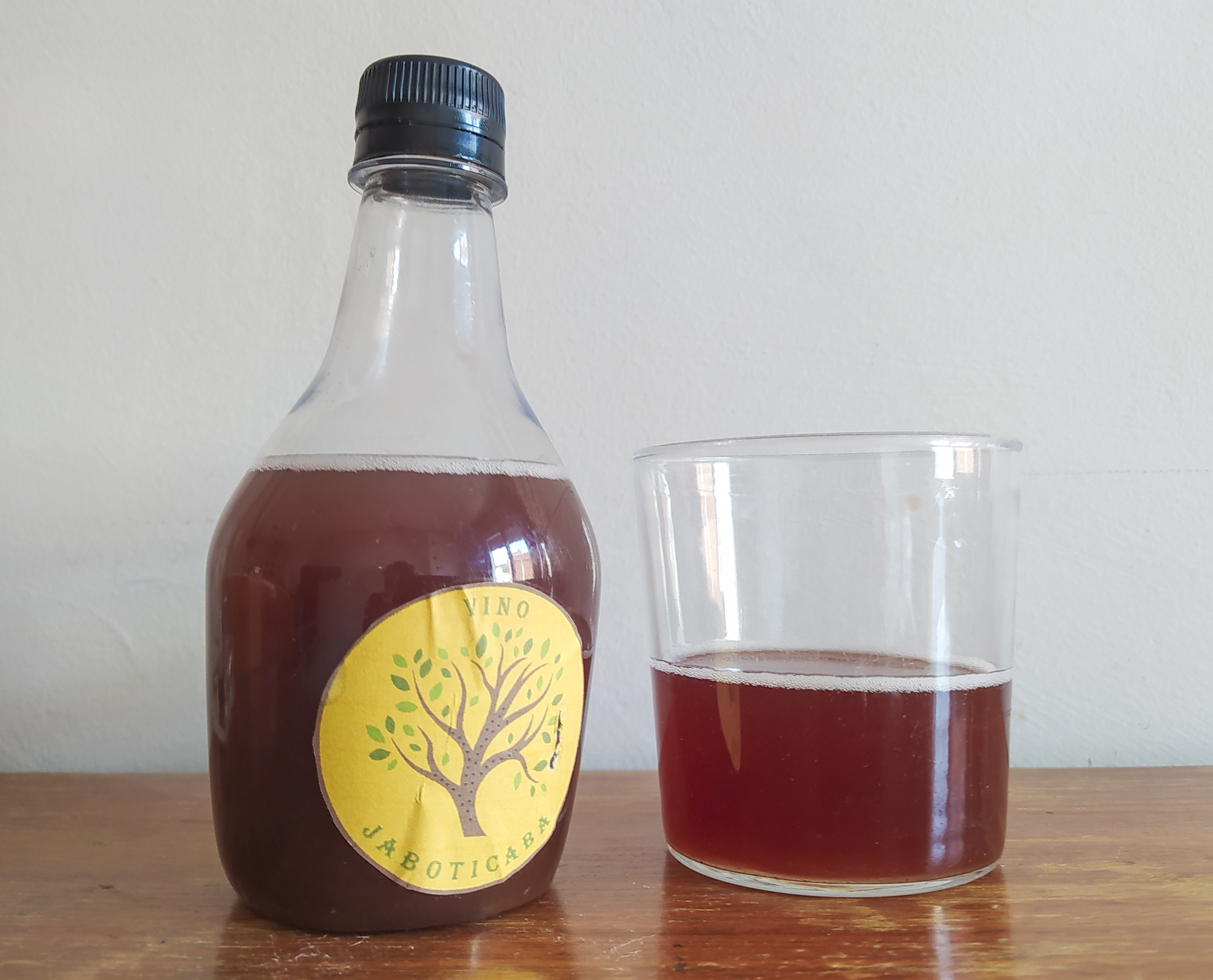
Vino jabuticaba, tipico di Varre-Sai (Brasile) e prodotto dalla fine del XIX secolo da italiani e discendenti.

Le zone di produzione nel mondo sono:
- in Italia: tutte le regioni;[N 9]
- in Francia: la Gironda, tra la provincia di Bordeaux, il Lesparre-Médoc e Libourne; la Borgogna e il Beaujolais; la Champagne; l'Alsazia; la valle della Loira con la Turenna, il Berry e il nord dell'Alvernia; la valle del Rodano; il Sud-ovest (Bergerac, valle della Garonna, Béarn, Paese basco, Cahors, Aveyron); la Giura e la Savoia; la Mosa e la Mosella in Lorena; la Linguadoca-Rossiglione; la Provenza; la Corsica;
- in Germania: attorno al fiume Reno; a sud-ovest di Coblenza, lungo la Mosella; lungo il Neckar vicino a Stoccarda; vicino a Würzburg, lungo il Meno; la valle della Nahe; l'Assia Bergstraße;
- in Lussemburgo: valle della Mosella;
- in Spagna: la zona della Rioja e la Navarra; la Castiglia la Mancia; la Catalogna; la zona dello Sherry intorno a Jerez de la Frontera; la Ribera del Duero; la regione di Valencia; le isole Canarie;
- in Portogallo: tutte le regioni: il Minho (Vinho Verde) e il Douro (Vinho do Porto); Trás-os-Montes; Beiras; Dão; Bairrada; Lisbona; Penisola di Setúbal; Alentejo; Algarve; l'isola di Madera e l'arcipelago delle Azzorre;
- in Libano: soprattutto la Valle della Beqa';
- negli USA: in California: le Napa, Mendocino e Sonoma valleys; più a nord tra l'Alameda e le montagne di Santa Cruz e lungo il fiume di Salinas; ma anche in Oregon, Idaho e Washington;
- in Argentina: nelle province di Mendoza, San Juan, La Rioja, Salta, Rio Negro, Cordoba ecc.;
- in Cile;
- nella zona del Tokaji tra Slovacchia e Ungheria;
- in Siria: nell'Aleppo, nell'Homs e nel Damasco;
- a Cipro;
- in Australia: nel Victoria e in Tasmania; in alcune zone del Nuovo Galles del Sud; in Australia Meridionale (attorno ad Adelaide; lungo il fiume Margaret River e altrove;
- in Nuova Zelanda;
- in Sudafrica, al sud;
- in Slovenia;
- nell'Austria orientale;
- in Svizzera specie nel Canton Ticino, nel Vallese e nella zona del Lago Lemano;
- nella Repubblica Ceca: la Moravia;
- in Croazia;
- in Grecia: in Macedonia, nel Peloponneso del sud e a Creta;
- in Bulgaria;
- in Albania;
- in Georgia;
- in Tunisia;
- a Malta;
- in Marocco;
- in Turchia;
- in Messico, soprattutto nello stato di Sonora;
- in Brasile: in San Paolo; Santa Catarina; e nel Rio Grande do Sul;
- nel Salto, in Uruguay;
- in Perù: nell'Ica;
- in Algeria: nella provincia di Orano;
- in Cina;
- in India;
- in Iran;
- in Giappone;
- in Romania: nella Regione Est - Moldova, Cotnari, Regione del Sud - Craiova;
- in Moldavia: nella Regione Centrale e Sud del paese (Orhei, Stefan Voda, Ialoveni, Hincesti, Comrat): Chateau Vartelly, Purcari, Milestii Mici, Cricova, Vitis Hincesti, Tomaj, ecc.;
- in Russia, nell'estremo sud;
- in Israele;
- in Canada.

### I produttori mondiali di vino
| Territorio                 | 2012   | 2013   | 2014   | 2015   | 2016   | 2017   | 2018   | 2019   | 2020   | 2021  | 2022  | 2023   | 2024  |
| -------------------------- | ------ | ------ | ------ | ------ | ------ | ------ | ------ | ------ | ------ | ----- | ----- | ------ | ----- |
| Globale                    | 261,78 | 293,48 | 271,65 | 278,23 | 271,92 | 249,65 | 296,24 | 259,04 | 262,96 | 260,7 | 263,7 | 237,26 | 225,8 |
| Italia                     | 45,62  | 54,03  | 44,23  | 50     | 50,92  | 42,5   | 54,78  | 47,53  | 49,07  | 50,23 | 49,84 | 38,29  | 44,07 |
| Francia                    | 41,55  | 42,13  | 46,53  | 47,77  | 45,37  | 36,6   | 49,19  | 42,19  | 46,67  | 37,64 | 46    | 47,15  | 36,05 |
| Spagna                     | 31,12  | 45,31  | 39,49  | 37,7   | 39,97  | 32,48  | 44,93  | 33,68  | 40,95  | 35,47 | 35,99 | 28,38  | 31,03 |
| Stati Uniti                | 23,87  | 26,86  | 25,47  | 23,96  | 26,15  | 25,73  | 27,38  | 26,84  | 23,89  | 25,27 | 23,5  | 25,5   | 21,12 |
| Argentina                  | 11,78  | 14,98  | 15,2   | 13,36  | 9,45   | 11,82  | 14,52  | 13,02  | 10,8   | 12,48 | 11,45 | 8,81   | 10,87 |
| Australia                  | 12,26  | 12,31  | 11,86  | 11,91  | 13,1   | 13,69  | 12,74  | 11,97  | 10,9   | 14,82 | 13,07 | 9,64   | 10,15 |
| Cile                       | 12,55  | 12,82  | 9,9    | 12,87  | 10,14  | 9,49   | 12,9   | 11,94  | 10,34  | 13,44 | 12,44 | 11,03  | 9,31  |
| Sud Africa                 | 10,57  | 10,98  | 11,46  | 11,23  | 10,53  | 10,82  | 9,5    | 9,7    | 10,38  | 10,83 | 10,34 | 9,31   | 8,84  |
| Germania                   | 9,01   | 8,41   | 9,2    | 8,82   | 9,01   | 7,46   | 10,27  | 8,22   | 8,4    | 8,45  | 8,94  | 8,59   | 7,75  |
| Portogallo                 | 6,33   | 6,23   | 6,21   | 7,05   | 6,01   | 6,74   | 6,06   | 6,53   | 6,42   | 7,36  | 6,85  | 7,54   | 6,92  |
| Russia                     | 5,72   | 5,07   | 4,71   | 5,6    | 5,17   | 4,48   | 4,29   | 4,62   | 4,43   | 4,29  | 5     | 4,5    | 5,37  |
| Romania                    | 3,31   | 5,11   | 3,75   | 3,63   | 3,27   | 4,32   | 5,09   | 3,81   | 3,83   | 4,45  | 3,79  | 4,59   | 3,68  |
| Nuova Zelanda              | 1,94   | 2,48   | 3,2    | 2,35   | 3,14   | 2,85   | 3,02   | 2,97   | 3,29   | 2,66  | 3,83  | 3,61   | 2,84  |
| Ungheria                   | 1,76   | 2,57   | 2,43   | 2,78   | 2,82   | 2,55   | 3,64   | 2,39   | 2,59   | 2,59  | 2,48  | 2,43   | 2,67  |
| Repubblica Popolare Cinese | 16,07  | 13,69  | 13,5   | 13,35  | 13,22  | 11,64  | 9,27   | 7,82   | 6,59   | 5,91  | 4,73  | 3,17   | 2,63  |
| Georgia                    | 0,83   | 1      | 0,92   | 1,2    | 0,88   | 1      | 1,89   | 2,07   | 2,12   | 1,89  | 1,92  | 1,86   | 2,36  |
| Austria                    | 2,12   | 2,39   | 2      | 2,27   | 1,95   | 2,49   | 2,75   | 2,46   | 2,4    | 2,46  | 2,53  | 2,36   | 2,15  |
| Brasile                    | 2,97   | 2,71   | 2,81   | 2,7    | 1,26   | 3,55   | 3,08   | 2,18   | 2,26   | 2,93  | 3,2   | 3,59   | 2,12  |
| Grecia                     | 3,12   | 3,34   | 2,8    | 2,5    | 2,49   | 2,55   | 2,23   | 2,39   | 2,22   | 2,42  | 2,08  | 1,37   | 1,39  |
| Moldova                    | 1,47   | 2,57   | 1,63   | 1,56   | 1,5    | 1,8    | 1,9    | 1,46   | 0,92   | 1,43  | 1,4   | 1,78   | 1,07  |
| Macedonia del Nord         | 0,78   | 1,02   | 0,79   | 1,1    | 1,05   | 0,66   | 1,03   | 0,91   | 0,74   | 0,94  | 0,85  | 0,89   | 0,87  |
| Perù                       | 0,65   | 0,7    | 0,73   | 0,75   | 0,75   | 0,76   | 0,82   | 0,82   | 0,81   | 0,81  | 0,8   | 0,81   | 0,81  |
| Svizzera                   | 1      | 0,84   | 0,93   | 0,85   | 1,08   | 0,79   | 1,11   | 0,98   | 0,83   | 0,61  | 0,99  | 1,01   | 0,75  |
| Giappone                   | 0,8    | 0,8    | 0,85   | 0,76   | 0,81   | 0,79   | 0,8    | 0,86   | 0,8    | 0,5   | 0,75  | 0,74   | 0,73  |
| Ucraina                    | 2,4    | 2,83   | 1,23   | 0,92   | 1,24   | 1,04   | 1,01   | 0,99   | 0,66   | 0,67  | 0,67  | 0,67   | 0,73  |
| Uruguay                    | 0,96   | 0,67   | 0,67   | 0,66   | 0,76   | 0,76   | 0,74   | 0,6    | 0,7    | 0,75  | 0,76  | 0,5    | 0,67  |
| Bulgaria                   | 1,34   | 1,75   | 0,83   | 1,37   | 1,25   | 1,16   | 1,08   | 0,92   | 0,85   | 0,89  | 0,79  | 0,71   | 0,67  |
| Canada                     | 0,62   | 0,7    | 0,58   | 0,6    | 0,64   | 0,7    | 0,7    | 0,7    | 0,66   | 0,65  | 0,65  | 0,65   | 0,66  |
| Turchia                    | 0,55   | 0,6    | 0,6    | 0,62   | 0,5    | 0,64   | 0,75   | 0,72   | 0,62   | 0,7   | 0,68  | 0,7    | 0,65  |
| Turkmenistan               | 0,38   | 0,37   | 0,37   | 0,37   | 0,5    | 0,5    | 0,5    | 0,52   | 0,52   | 0,52  | 0,51  | 0,51   | 0,52  |
| Slovenia                   | 0,48   | 0,53   | 0,49   | 0,62   | 0,74   | 0,63   | 0,89   | 0,76   | 0,74   | 0,58  | 0,55  | 0,5    | 0,51  |
| Croazia                    | 1,29   | 1,25   | 0,84   | 0,99   | 0,76   | 0,73   | 0,95   | 0,52   | 0,66   | 0,53  | 0,56  | 0,46   | 0,46  |
| Marocco                    | 0,34   | 0,37   | 0,33   | 0,39   | 0,32   | 0,34   | 0,41   | 0,47   | 0,41   | 0,43  | 0,41  | 0,43   | 0,43  |
| Israele                    | 0,28   | 0,3    | 0,32   | 0,34   | 0,36   | 0,38   | 0,4    | 0,42   | 0,5    | 0,38  | 0,43  | 0,43   | 0,43  |
| Serbia                     | 1,58   | 1,2    | 0,73   | 0,76   | 0,65   | 0,74   | 0,71   | 0,62   | 0,56   | 0,54  | 0,46  | 0,44   | 0,41  |
| Messico                    | 0,39   | 0,42   | 0,4    | 0,42   | 0,4    | 0,39   | 0,41   | 0,41   | 0,4    | 0,4   | 0,4   | 0,4    | 0,4   |
| Kazakhstan                 | 0,16   | 0,21   | 0,22   | 0,24   | 0,3    | 0,33   | 0,5    | 0,44   | 0,44   | 0,23  | 0,39  | 0,4    | 0,38  |
| Repubblica ceca            | 0,47   | 0,5    | 0,54   | 0,82   | 0,63   | 0,64   | 0,69   | 0,49   | 0,6    | 0,59  | 0,59  | 0,48   | 0,34  |
| Tunisia                    | 0,28   | 0,33   | 0,32   | 0,32   | 0,3    | 0,3    | 0,32   | 0,37   | 0,31   | 0,28  | 0,32  | 0,32   | 0,32  |
| Slovacchia                 | 0,31   | 0,32   | 0,26   | 0,34   | 0,31   | 0,3    | 0,38   | 0,32   | 0,35   | 0,35  | 0,33  | 0,25   | 0,32  |
| Bielorussia                | 0,27   | 0,28   | 0,3    | 0,29   | 0,27   | 0,31   | 0,32   | 0,34   | 0,3    | 0,26  | 0,31  | 0,31   | 0,3   |
| Albania                    | 0,19   | 0,18   | 0,17   | 0,16   | 0,18   | 0,17   | 0,15   | 0,19   | 0,19   | 0,3   | 0,23  | 0,21   | 0,22  |
| Uzbekistan                 | 0,38   | 0,36   | 0,25   | 0,34   | 0,27   | 0,26   | 0,23   | 0,22   | 0,22   | 0,17  | 0,17  | 0,17   | 0,19  |
| Algeria                    | 0,49   | 0,5    | 0,13   | 0,1    | 0,07   | 0,23   | 0,19   | 0,16   | 0,19   | 0,18  | 0,18  | 0,18   | 0,18  |
| India                      | 0,15   | 0,17   | 0,17   | 0,18   | 0,19   | 0,2    | 0,21   | 0,18   | 0,18   | 0,18  | 0,18  | 0,19   | 0,18  |
| Cuba                       | 0,12   | 0,12   | 0,12   | 0,12   | 0,12   | 0,12   | 0,11   | 0,11   | 0,14   | 0,13  | 0,13  | 0,12   | 0,13  |
| Armenia                    | 0,06   | 0,06   | 0,07   | 0,07   | 0,07   | 0,1    | 0,1    | 0,12   | 0,11   | 0,14  | 0,13  | 0,14   | 0,13  |
| Estonia                    | 0,1    | 0,11   | 0,11   | 0,12   | 0,11   | 0,11   | 0,11   | 0,11   | 0,11   | 0,11  | 0,11  | 0,11   | 0,11  |
| Azerbaigian                | 0,11   | 0,08   | 0,1    | 0,1    | 0,1    | 0,11   | 0,16   | 0,09   | 0,09   | 0,1   | 0,12  | 0,11   | 0,1   |
| Madagascar                 | 0,08   | 0,08   | 0,07   | 0,08   | 0,08   | 0,08   | 0,08   | 0,08   | 0,08   | 0,08  | 0,08  | 0,08   | 0,08  |
| Bolivia                    | 0,08   | 0,08   | 0,06   | 0,08   | 0,08   | 0,08   | 0,07   | 0,08   | 0,08   | 0,08  | 0,08  | 0,08   | 0,08  |
| Lussemburgo                | 0,09   | 0,1    | 0,12   | 0,11   | 0,08   | 0,08   | 0,14   | 0,08   | 0,1    | 0,1   | 0,09  | 0,08   | 0,08  |
| Montenegro                 | 0,17   | 0,16   | 0,1    | 0,11   | 0,1    | 0,11   | 0,09   | 0,1    | 0,07   | 0,07  | 0,09  | 0,08   | 0,08  |
| Regno Unito                | 0,01   | 0,03   | 0,05   | 0,04   | 0,04   | 0,04   | 0,1    | 0,08   | 0,06   | 0,07  | 0,09  | 0,16   | 0,08  |
| Bosnia-Erzegovina          | 0,03   | 0,04   | 0,07   | 0,05   | 0,05   | 0,06   | 0,06   | 0,06   | 0,07   | 0,07  | 0,07  | 0,07   | 0,07  |
| Cipro                      | 0,11   | 0,09   | 0,09   | 0,09   | 0,07   | 0,1    | 0,11   | 0,1    | 0,09   | 0,07  | 0,11  | 0,05   | 0,06  |
| Egitto                     | 0,04   | 0,04   | 0,05   | 0,06   | 0,06   | 0,06   | 0,06   | 0,05   | 0,05   | 0,05  | 0,05  | 0,05   | 0,05  |
| Lituania                   | 0,06   | 0,06   | 0,06   | 0,04   | 0,05   | 0,04   | 0,05   | 0,04   | 0,03   | 0,04  | 0,04  | 0,04   | 0,04  |
| Maurizio                   | 0      | 0      | 0      | 0      | 0      | 0,04   | 0,04   | 0,04   | 0,03   | 0,03  | 0,03  | 0,03   | 0,03  |
| Colombia                   | 0,12   | 0,12   | 0,12   | 0,02   | 0,02   | 0,02   | 0,02   | 0,03   | 0,02   | 0,03  | 0,03  | 0,03   | 0,03  |
| Kirghizistan               | 0,01   | 0,02   | 0,02   | 0,03   | 0,02   | 0,03   | 0,06   | 0,04   | 0,02   | 0,02  | 0,03  | 0,03   | 0,03  |
| Libano                     | 0,09   | 0,1    | 0,09   | 0,11   | 0,1    | 0,1    | 0,07   | 0,07   | 0,03   | 0,01  | 0,01  | 0,01   | 0,03  |
| Paraguay                   | 0,01   | 0,01   | 0,01   | 0,01   | 0,02   | 0,02   | 0,02   | 0,02   | 0,02   | 0,02  | 0,02  | 0,02   | 0,02  |
| Belgio                     | 0      | 0,01   | 0,01   | 0,01   | 0,01   | 0,01   | 0,02   | 0,01   | 0,02   | 0,01  | 0,03  | 0,03   | 0,02  |
| Lettonia                   | 0,02   | 0,02   | 0,02   | 0,02   | 0,03   | 0,03   | 0,03   | 0,02   | 0,02   | 0,03  | 0,03  | 0,02   | 0,02  |
| Zimbabwe                   | 0,02   | 0,02   | 0,02   | 0,02   | 0,02   | 0,02   | 0,02   | 0,01   | 0,01   | 0,01  | 0,01  | 0,01   | 0,01  |
| Malta                      | 0,02   | 0,02   | 0,02   | 0,02   | 0,01   | 0,01   | 0,02   | 0,01   | 0,01   | 0,01  | 0,01  | 0,01   | 0,01  |
| Paesi Bassi                | 0      | 0,01   | 0,01   | 0,01   | 0,01   | 0,01   | 0,01   | 0,01   | 0,01   | 0,01  | 0,01  | 0,01   | 0     |

### I paesi esportatori di vino
| Territorio          | 2012   | 2013   | 2014   | 2015   | 2016   | 2017   | 2018   | 2019  | 2020   | 2021   | 2022   | 2023  | 2024  |
| ------------------- | ------ | ------ | ------ | ------ | ------ | ------ | ------ | ----- | ------ | ------ | ------ | ----- | ----- |
| Globale             | 104,25 | 102,39 | 104,34 | 105,96 | 105,53 | 110,33 | 105,74 | 107,9 | 106,36 | 112,21 | 106,59 | 99,81 | 99,75 |
| Italia              | 21,23  | 20,25  | 20,42  | 20,02  | 20,64  | 21,45  | 19,6   | 21,36 | 20,68  | 22,04  | 21,58  | 21,07 | 21,74 |
| Spagna              | 21,41  | 18,45  | 23,09  | 24,4   | 22,63  | 23,31  | 20,31  | 21,84 | 20,66  | 23,7   | 21,44  | 20,95 | 20,01 |
| Francia             | 15,01  | 14,53  | 14,31  | 13,98  | 14,54  | 14,82  | 14,19  | 13,52 | 14,38  | 14,25  | 13,45  | 12,73 | 12,82 |
| Cile                | 7,44   | 8,79   | 8      | 8,76   | 9,08   | 9,4    | 8,43   | 8,69  | 8,5    | 8,66   | 8,29   | 6,79  | 7,77  |
| Australia           | 7,21   | 7,11   | 7,24   | 7,43   | 7,64   | 8,18   | 8,56   | 7,48  | 7,46   | 6,19   | 6,23   | 6,07  | 6,49  |
| Sud Africa          | 4,46   | 6,04   | 4,8    | 4,84   | 4,97   | 5,16   | 5,3    | 4,11  | 3,62   | 4,8    | 4,38   | 3,49  | 3,61  |
| Portogallo          | 3,36   | 3,04   | 2,84   | 2,8    | 2,78   | 2,99   | 2,95   | 2,96  | 3,15   | 3,29   | 3,25   | 3,19  | 3,47  |
| Germania            | 3,97   | 3,9    | 3,67   | 3,93   | 3,61   | 3,84   | 3,73   | 3,84  | 3,66   | 3,69   | 3,54   | 3,28  | 3,13  |
| Nuova Zelanda       | 1,79   | 1,78   | 1,88   | 2,06   | 2,13   | 2,55   | 2,55   | 2,7   | 2,87   | 2,85   | 2,66   | 2,69  | 2,67  |
| Stati Uniti         | 4      | 4,15   | 4,05   | 4,19   | 3,79   | 3,45   | 3,49   | 3,57  | 3,6    | 3,27   | 2,78   | 2,07  | 2,39  |
| Argentina           | 3,66   | 3,15   | 2,63   | 2,67   | 2,6    | 2,23   | 2,75   | 3,12  | 3,95   | 3,35   | 2,66   | 1,97  | 2,07  |
| Canada              | 0,27   | 0,42   | 0,65   | 0,73   | 0,72   | 0,88   | 0,96   | 1,4   | 1,66   | 2,08   | 2,13   | 2,26  | 2,05  |
| Belgio              | 0,26   | 0,29   | 0,31   | 0,34   | 0,3    | 0,34   | 0,39   | 0,44  | 0,47   | 1,43   | 1,4    | 1,44  | 1,48  |
| Ungheria            | 0,53   | 0,54   | 0,63   | 0,7    | 0,76   | 0,98   | 1,28   | 1,11  | 1,29   | 1,1    | 1,38   | 1,27  | 1,38  |
| Moldova             | 1,22   | 1,23   | 1,17   | 1,22   | 1,33   | 1,41   | 1,4    | 1,57  | 1,33   | 1,21   | 1,04   | 1,1   | 1,3   |
| Paesi Bassi         | 0,28   | 0,26   | 0,31   | 0,38   | 0,67   | 0,8    | 0,73   | 0,65  | 0,96   | 1,17   | 1      | 1,03  | 1     |
| Georgia             | 0,2    | 0,36   | 0,46   | 0,27   | 0,38   | 0,58   | 0,63   | 0,7   | 0,69   | 0,8    | 1,03   | 0,9   | 0,95  |
| Macedonia del Nord  | 1,15   | 0,88   | 0,8    | 0,59   | 0,76   | 0,74   | 0,75   | 0,66  | 0,66   | 0,69   | 0,66   | 0,66  | 0,66  |
| Austria             | 0,47   | 0,47   | 0,5    | 0,49   | 0,48   | 0,48   | 0,53   | 0,61  | 0,67   | 0,69   | 0,66   | 0,65  | 0,57  |
| Danimarca           | 0,37   | 0,43   | 0,37   | 0,31   | 0,32   | 0,27   | 0,28   | 0,27  | 0,31   | 0,37   | 0,39   | 0,36  | 0,39  |
| Togo                | 0      | 0      | 0      | 0      | 0,01   | 0,15   | 0,16   | 0,18  | 0,22   | 0,26   | 0,29   | 0,23  | 0,29  |
| Lettonia            | 0,43   | 0,45   | 0,52   | 0,41   | 0,48   | 0,69   | 0,74   | 0,9   | 0,89   | 0,97   | 1,12   | 0,94  | 0,26  |
| Grecia              | 0,29   | 0,24   | 0,28   | 0,28   | 0,27   | 0,26   | 0,3    | 0,29  | 0,27   | 0,27   | 0,29   | 0,28  | 0,25  |
| Polonia             | 0,03   | 0,03   | 0,03   | 0,02   | 0,04   | 0,05   | 0,08   | 0,12  | 0,13   | 0,2    | 0,13   | 0,18  | 0,25  |
| Regno Unito         | 0,8    | 0,95   | 1,04   | 0,94   | 0,79   | 0,96   | 1,14   | 0,95  | 0,88   | 0,36   | 0,33   | 0,25  | 0,2   |
| Emirati arabi uniti | 0,12   | 0,13   | 0,14   | 0,04   | 0,05   | 0,05   | 0,07   | 0,1   | 0,21   | 0,23   | 0,17   | 0,17  | 0,17  |
| Romania             | 0,11   | 0,1    | 0,1    | 0,14   | 0,13   | 0,16   | 0,2    | 0,24  | 0,21   | 0,19   | 0,18   | 0,17  | 0,17  |
| Slovacchia          | 0,15   | 0,16   | 0,22   | 0,26   | 0,22   | 0,37   | 0,45   | 0,32  | 0,34   | 0,73   | 0,4    | 0,6   | 0,16  |
| Ucraina             | 0,48   | 0,64   | 0,45   | 0,61   | 0,32   | 0,47   | 0,47   | 0,07  | 0,14   | 0,1    | 0,06   | 0,11  | 0,16  |
| Singapore           | 0,15   | 0,16   | 0,18   | 0,18   | 0,17   | 0,17   | 0,18   | 0,14  | 0,12   | 0,17   | 0,18   | 0,17  | 0,13  |
| Bulgaria            | 0,67   | 0,61   | 0,5    | 0,5    | 0,45   | 0,45   | 0,45   | 0,46  | 0,47   | 0,41   | 0,37   | 0,27  | 0,13  |
| Thailandia          | 0,07   | 0,08   | 0,08   | 0,09   | 0,12   | 0,08   | 0,1    | 0,12  | 0,12   | 0,13   | 0,17   | 0,14  | 0,1   |
| Serbia              | 0,23   | 0,12   | 0,12   | 0,11   | 0,1    | 0,12   | 0,12   | 0,13  | 0,11   | 0,1    | 0,11   | 0,11  | 0,1   |
| Finlandia           | 0,01   | 0,01   | 0,08   | 0,1    | 0,09   | 0,09   | 0,1    | 0,1   | 0,1    | 0,08   | 0,08   | 0,09  | 0,09  |
| Lituania            | 0,7    | 0,8    | 0,8    | 0,56   | 0,55   | 0,66   | 0,6    | 0,6   | 0,67   | 0,7    | 0,73   | 0,77  | 0,09  |
| Cina, Hong Kong RAS | 0,19   | 0,19   | 0,22   | 0,27   | 0,27   | 0,24   | 0,17   | 0,11  | 0,07   | 0,1    | 0,08   | 0,11  | 0,07  |
| Israele             | 0,02   | 0,05   | 0,05   | 0,06   | 0,06   | 0,06   | 0,06   | 0,06  | 0,06   | 0,07   | 0,07   | 0,07  | 0,07  |
| Svezia              | 0,06   | 0,07   | 0,08   | 0,07   | 0,07   | 0,08   | 0,09   | 0,08  | 0,07   | 0,08   | 0,08   | 0,07  | 0,07  |
| Brasile             | 0,06   | 0,09   | 0,03   | 0,01   | 0,02   | 0,03   | 0,04   | 0,04  | 0,05   | 0,08   | 0,08   | 0,08  | 0,06  |
| Turchia             | 0,03   | 0,03   | 0,03   | 0,03   | 0,03   | 0,04   | 0,03   | 0,03  | 0,02   | 0,03   | 0,04   | 0,06  | 0,06  |
| Irlanda             | 0      | 0      | 0,01   | 0,01   | 0,04   | 0,04   | 0,05   | 0,08  | 0,05   | 0,03   | 0,04   | 0,07  | 0,05  |
| Repubblica ceca     | 0,27   | 0,34   | 0,21   | 0,15   | 0,06   | 0,08   | 0,07   | 0,08  | 0,11   | 0,1    | 0,09   | 0,03  | 0,04  |
| Croazia             | 0,06   | 0,03   | 0,04   | 0,05   | 0,04   | 0,05   | 0,06   | 0,05  | 0,04   | 0,04   | 0,05   | 0,04  | 0,03  |
| Svizzera            | 0,02   | 0,02   | 0,01   | 0,01   | 0,01   | 0,01   | 0,01   | 0,01  | 0,01   | 0,01   | 0,01   | 0,01  | 0,01  |

### Principali paesi per esportazione in miliardi di euro
(anno 2019)
| Paese         | miliardi di € |
| ------------- | ------------- |
| Francia       | 9,8           |
| Italia        | 6,4           |
| Spagna        | 2,7           |
| Australia     | 1,8           |
| Cile          | 1,7           |
| Stati Uniti   | 1,2           |
| Nuova Zelanda | 1,1           |
| Germania      | 1,0           |
| Portogallo    | 0,8           |
| Argentina     | 0,7           |

## Legislazione
La legislazione in materia vitivinicola è tra le più complesse e antiche in merceologia. Quella europea (francese, italiana, spagnola, portoghese, tedesca e ungherese in testa) è stata la prima nella storia mondiale. Tuttavia, è da chiarire che attualmente le nazioni produttrici di vino sono tantissime e presenti in tutti i continenti. È pertanto essenziale, quando si tratta questa materia, precisare la specifica legislazione cui ci si riferisce, in quanto le regole cambiano di molto e, in molte nazioni, non c'è nulla di paragonabile alla complicata e consolidata normazione europea o, meglio, dell'Unione europea.

### Unione europea
Nell'Unione europea la produzione e la classificazione dei vini sono disciplinate da appositi regolamenti comunitari e dalle relative norme nazionali applicative.
L’allegato VII, parte II, punto 1, del regolamento n. 1308/2013 definisce il vino come «il prodotto ottenuto esclusivamente dalla fermentazione alcolica totale o parziale di uve fresche, pigiate o no, o di mosti di uve.»
Nel corso degli ultimi anni la legislazione si è aggiornata con l'emanazione della nuova OCM "Vino"; il riferimento principale è il Regolamento Ce n. 479/2008 del Consiglio per quanto riguarda le denominazioni di origine protette e le indicazioni geografiche protette, le menzioni tradizionali, l'etichettatura e la presentazione di determinati prodotti vitivinicoli.
La nuova regolamentazione è in vigore dal 1º agosto 2009.
La vecchia normativa prevedeva la distinzione dei vini in due grandi categorie: Vini da tavola e Vini di Qualità Prodotti in Regioni Determinate (VQPRD). Ora, la macro distinzione concettuale è tra Vino a Origine Geografica e Vino senza Origine Geografica: i primi (DOP e IGP) sono quelli che possiedono un legame territoriale e un disciplinare, i secondi non hanno né legame territoriale né disciplinare di produzione (in sostanza, sono quelli precedentemente definiti "vini da tavola").
Un'altra rilevante novità è che i controlli, come per tutti gli altri prodotti DOP e IGP, non sono più affidati ai Consorzi di Tutela ma agli Enti Controllo, in pratica Organismi di Certificazione accreditati. Pertanto, l'ottenimento e mantenimento delle DOCG, DOC e IGT sono a tutti gli effetti certificazione di prodotto obbligatoria (ovviamente per chi vi aderisce, potendo comunque produrre vino generico e quindi svincolarsi dai disciplinari e dalle leggi sui vini a denominazione/indicazione).
Chiaramente, anche le regolamentazione per la designazione e l'etichettatura è stata aggiornata (Reg. Ce 607/2009).
La suddivisione ufficiale ora distingue (in ordine crescente di specificità):
- Vino (ex "vino da tavola");
- Vino Varietale e/o Vino d'Annata;
- Vino a Indicazione Geografica Protetta IGP;
- Vino a Denominazione di Origine Protetta DOP;
- Vino a Denominazione di Origine Protetta DOP con indicazione della sottozona o della menzione geografica aggiuntiva.

Si deve fare molta attenzione quando si parla del concetto (abusato) della cosiddetta "piramide qualitativa" del vino; infatti, le categorie previste dalle leggi sulle denominazioni trattano unicamente la qualità del processo produttivo non la qualità del prodotto in sé. Anche i vari disciplinari per i vini a denominazione forniscono requisiti "minimi" e sono, per quanto attiene alle caratteristiche organolettiche, molto generici. Una legislazione nazionale sulle denominazioni che, invece, storicamente si avvicina molto ad un modello di gerarchia qualitativa sul vino è quella francese.

### Legislazione italiana
Sino alla pubblicazione del D.LGS. 8 aprile 2010, n. 61 (ovvero dall'11 maggio 2010) la legislazione italiana in materia di vino era retta dalla storica Legge nº 164 del 10 febbraio 1992. Era questa la norma che istituì i vini da tavola, i VQPRD, ecc.
Il D.LGS. 61 (Tutela delle denominazioni di origine e delle indicazioni geografiche dei vini, in attuazione dell'articolo 15 della legge 7 luglio 2009, n. 88) ha abolito la vecchia L. 164 e ha recepito la nuova OCM "Vino" della UE (Regolamento Ce n. 479/2008, Il vino entra nell'era delle DOP).
Pertanto, le vecchie tipologie "vino da tavola", VQPRD, VSQPRD, VFQPRD, VLQPRD, VSAQPRD, sono state eliminate (naturalmente, si potranno ancora trovare etichette, precedenti alla revisione normativa, con questi termini). Anche le nuove normative europee sulla designazione ed etichettatura dei vini sono state recepite.
Anche se può sembrare riduttivo o "semplicistico" bisogna ora abituarsi a chiamare la categoria base della "piramide" unicamente "vino" senza aggiungere altre qualifiche (da tavola, ecc.) in quanto la legge le ha abolite. Alla base di questa scelta c'è l'obiettivo della UE (e quindi, automaticamente, degli Stati Membri) di dividere il vino (e le altre bevande alcoliche: birra, distillati e liquori) esattamente come tutti gli altri prodotti alimentari (ortaggi, frutta, salumi, olio, formaggi, carni, ecc.): quelli a denominazione/indicazione e quelli non a denominazione/indicazione. Per fare un esempio: non si dice prosciutto crudo "generico" e prosciutto di Parma DOP ma si dice "prosciutto crudo" e "Prosciutto di Parma". Quindi per designare un vino al livello base, bisogna solo dire "vino" seguito dalla tipologia, marchio/produttore, eventuale nome di fantasia, ecc. Invece, quando si parla di un vino DOP o IGP è indispensabile, prima di tutto, designarlo con la denominazione o l'indicazione, solo dopo aggiungere le altre identificazioni. In sostanza, la "designazione di vendita" di un vino deve essere solo quella "legale".
La scelta UE di far comprendere il vino (che, storicamente, ha sempre avuto una normazione specifica) nella grande famiglia dei prodotti agroalimentari è stata sancita con l'emanazione del regolamento "quadro", il Reg. Ce n. 1234/2007 sull"Organizzazione Comune dei Mercati agricoli e disposizioni specifiche per taluni prodotti agricoli" (regolamento unico OCM). Tale regolamento è stato abrogato con l'entrata in vigore, dal 1º gennaio 2014, del Reg. CE n. 1308/2013 "Organizzazione Comune dei Mercati dei prodotti agricoli" (nuova OCM unica).
Pertanto, la classificazione italiana ricalca quella europea con alcune peculiarità:
1. la tradizionale sigla IGT, per i vini a Indicazione geografica tipica, può essere utilizzata al posto della corrispondente IGP;
2. anche la classificazione dei vini a denominazione di origine controllata (DOC) e dei vini a denominazione di origine controllata e garantita (DOCG) permane come specificità italiana. Le due categorie possono essere utilizzate al posto della corrispondente sigla DOP che assorbe entrambe;
3. conservazione delle menzioni di sottozone o di sottodenominazioni.

Idonei disciplinari di produzione (vini DOP e IGP) stabiliscono le condizioni da rispettare per rientrare in quelle precise caratteristiche produttrice a garanzia del livello qualitativo:
- la denominazione di origine/indicazione geografica
- i confini della denominazione/indicazione
- le tipologie di coltivazione della vite
- la resa massima per ettaro
- il minimo titolo alcolometrico
- le caratteristiche fisico-chimiche e organolettiche del vino

Con la nuova legislazione sono solo gli enti di controllo ovvero organismi di certificazione (che devono essere sia accreditati nel settore da Accredia sia autorizzati dal Mipaaf) a rilasciare la conformità dei vini DOP e IGP ai disciplinari e quindi a concedere l'uso dei marchi nella commercializzazione. Tale valutazione si basa su campionamenti del lotto da commercializzare e riguarda sia le caratteristiche chimiche che quelle organolettiche. Per i vini DOCG il prelievo e la valutazione deve essere per ogni partita di imbottigliamento. In questo ambito normativo ogni disciplinare di ciascuna denominazione/indicazione specifica l'ente di controllo che rilascia i certificati di idoneità prima della messa in commercio.
Il riconoscimento delle DO/IG è, con la nuova legislazione, eseguito in sede europea (mentre, in precedenza, era a livello di ciascun stato membro). Ad ogni modo il DL 61 istituisce il Comitato Nazionale vini DOP e IGP, un organo del Ministero delle Politiche Agricole Alimentari Forestali la cui missione è quella di tutelare e promuovere i vini DOP e IGP italiani.
Nelle DOC e DOCG, inoltre, può esservi una "sottozona" che delimita, specialmente nella DOCG, la zona ristretta di produzione del vino. Medesima considerazione vale per il concetto di "sottodenominazione" che è un'ulteriore suddivisione nominalistica (all'interno di una denominazione) e che ovviamente corrisponde ad una peculiare tipologia di prodotto. Il tipico esempio di sottodenominazioni è quello in cui una denominazione prevede varie versioni di vino-monovitigno (ad esempio Garda DOC-chardonnay, Garda DOC-pinot bianco, ecc.) oppure una macro-tipologia di vino (Garda DOC-spumante). Un altro esempio di sottodenominazione è il Satèn all'interno della denominazione Franciacorta. E ancora: nella DOCG Asti ci sono le sottodenominazioni Asti spumante e quella Moscato d'Asti. Inoltre quelle denominazioni che contengono le tipologie "spumante", "passito", "frizzante", "vendemmia tardiva", "liquoroso", "passito liquoroso", "rosso", "bianco", "rosato", "tranquillo", ecc. sono esempi di denominazioni il cui disciplinare prevede tali menzioni che corrispondono a "versioni" (non sottodenominazioni vere e proprie).
Più rilevante, invece, è il concetto, previsto da alcuni disciplinari, di sottozona. In pratica, un vino DOP può essere etichettato, insieme al nome della denominazione, anche con il nome di un territorio ben delimitato e più ristretto all'interno dei confini della denominazione. Questo però a patto che tutte le uve provengano solo da tale territorio. Addirittura, in alcuni casi, persino le fasi produttive devono essere realizzate all'interno della sottozona e non nella zona. La sottozona esprime bene il concetto di terroir essendo un'area piuttosto ristretta (si pensi che esistono, infatti, delle DOC il cui territorio è l'intera regione). Esempi di sottozona: la DOC Prosecco prevede la sottozona Treviso; la DOCG Valtellina superiore ha le sottozone Maroggia, Sassella, Grumello, Inferno, Valgella; la DOCG Asti contiene le sottozone Canelli, Santa Vittoria d'Alba, Strevi; la DOCG Prosecco di Conegliano-Valdobbiadene include la famosa sottozona Cartizze.
Ancor più peculiare della sottozona (e concettualmente e legalmente diverso) è quello di menzione geografica aggiuntiva. Questa, invece, è la concretizzazione del concetto francese di cru. In pratica, è la possibilità (con regole molto restrittive) di etichettare il vino DOP aggiungendo il toponimo del vigneto da cui provengono le uve. Si comprende bene che questa tipologia è la vera punta della piramide qualitativa del vino. Esempi illustri della menzione geografica aggiuntiva: le menzioni in seno alle denominazioni Barolo e Barbaresco, i primi reali casi italiani di analogia con i concetti di crù classé francesi.
L'elenco aggiornato dei vini italiani DOP e IGP è presente sulla sezione specifica del portale del Mipaaf.

#### Vino (generico)
Il primo livello della categorizzazione legale del vino, in ordine alla logica delle denominazioni, si chiama semplicemente "vino" (senza altri termini). Questa categoria identifica gli ex "vini da tavola" con uve autorizzate, senza dover rispettare particolari disciplinari di produzione; generalmente, si tratta di vini ordinari, di qualità più modesta, che riportano sull'etichetta la ragione sociale dell'imbottigliatore; facoltativamente possono riportare l'indicazione del colore (bianco, rosato, rosso). Tuttavia la dicitura "vino", senza altre qualifiche, non è sempre sinonimo di "scarsa" qualità ma semplicemente di non appartenenza ad alcun disciplinare di produzione ovvero (almeno negli stati membri UE) "anonimo" rispetto alla logica delle denominazioni di origine.
Nelle procedure amministrative si indica la categoria "vino" come vino generico o "vino comune" per poterla distinguerla efficacemente dalle altre. La categoria vino generico non ha, per definizione, alcuna indicazione di origine, non deve indicare le varietà di uva (vitigno utilizzato) né l'annata.

#### Vino varietale e Vino d'annata
Le categorie "vino varietale" e "vino d'annata" sono due novità introdotta dalla revisione normativa.
Queste due tipologie possono anche coesistere (cioè vino varietale d'annata).
Il vino varietale è un vino, privo di denominazione o origine, di cui almeno l'85% delle uve appartiene alla varietà indicata in etichetta. La lista delle varietà con cui si può etichettare un vino come "vino varietale" per lo più comprende i vitigni internazionali.
Il vino d'annata è un vino, privo di denominazione o origine, di cui almeno l'85% delle uve sono state prodotte in un millesimo specifico che può essere riportato in etichetta.
Ambo le categorie appartengono, in termini macro, ai vini generici.

#### Vino ad Indicazione Geografica Tipica (IGT)
Per indicazione geografica tipica dei vini si intende il nome geografico di una zona utilizzato per designare il prodotto che ne deriva. Corrisponde alla classificazione europea IGP.
Questa categoria comprende i vini prodotti in determinate regioni o aree geografiche (autorizzate per legge), talvolta secondo un generico disciplinare di produzione; essi possono riportare sull'etichetta, oltre all'indicazione del colore, anche l'indicazione del o dei vitigni utilizzati e l'annata di raccolta delle uve. Da questo livello di vino, diventa obbligatorio un disciplinare di produzione, redatto e approvato secondo le norme della UE (essendo il primo livello della classificazione dei vini a indicazione di origine)
La menzione IGT può essere sostituita dalla menzione Vin de pays per i vini prodotti in Valle d'Aosta (dove però non sono previsti), e dalla menzione Landwein per i vini prodotti nella provincia autonoma di Bolzano (al 2022 esistono le IGT Mitterberg e Vigneti delle Dolomiti).
È opportuno precisare inoltre che nelle tre categorie sopra descritte si possono trovare anche vini di elevatissima qualità; la loro collocazione tra i vini "generici" o tra gli IGT è dovuta sia a scelte commerciali, sia all'impossibilità, per la loro composizione (vitigni utilizzati), di rientrare nei disciplinari dei vini di qualità delle zone di produzione. Oppure, perché un produttore rifiuta per principio la logica dei disciplinari restrittivi o la politica delle denominazioni. In questo modo, etichettando il proprio prodotto come vino "generico" o vino igp può sperimentare con maggior libertà.

#### Vino a Denominazione di Origine Controllata (DOC)
Per denominazione di origine dei vini si intende il nome geografico di una zona viticola particolarmente vocata; esso viene utilizzato per designare un prodotto di qualità e rinomato, le cui caratteristiche sono connesse all'ambiente naturale e ai fattori umani.
La categoria dei vini DOC comprende i vini prodotti in determinate zone geografiche nel rispetto di uno specifico disciplinare di produzione. Questa categoria italiana appartiene a quella DOP europea.
Tali vini, prima di essere messi in commercio, devono essere sottoposti in fase di produzione ad una preliminare analisi chimico-fisica e ad un esame organolettico che certifichi il rispetto dei requisiti previsti dal disciplinare; il mancato rispetto dei requisiti ne impedisce la messa in commercio con la dicitura DOC.
La denominazione di origine controllata fu istituita con il decreto legge del 12 luglio 1963, n. 930.

#### Vino a Denominazione di Origine Controllata e Garantita (DOCG)
La categoria dei vini DOCG comprende i vini prodotti in determinate zone geografiche nel rispetto di uno specifico disciplinare di produzione. Questa categoria italiana appartiene a quella DOP.
Le DOCG sono riservate ai vini già riconosciuti DOC da almeno dieci anni che siano ritenuti di particolare pregio, in relazione alle caratteristiche qualitative intrinseche, rispetto alla media di quelle degli analoghi vini così classificati, per effetto dell'incidenza di tradizionali fattori naturali, umani e storici e che abbiano acquisito rinomanza e valorizzazione commerciale a livello nazionale e internazionale.
Tali vini, prima di essere messi in commercio, devono essere sottoposti in fase di produzione ad una preliminare analisi chimico-fisica e ad un esame organolettico che certifichi il rispetto dei requisiti previsti dal disciplinare; l'esame organolettico inoltre deve essere ripetuto, partita per partita, anche nella fase dell'imbottigliamento, per i vini DOCG è infine prevista anche un'analisi sensoriale (assaggio) eseguita da un'apposita Commissione; il mancato rispetto dei requisiti ne impedisce la messa in commercio con la dicitura DOCG.
Le DOCG e le DOC sono le menzioni specifiche tradizionali utilizzate dall'Italia per designare gli ex VQPRD (vini di qualità prodotti in regioni determinate) ora DOP.

#### Vino a Denominazione di Origine Protetta (DOP)
Nell'ambito dei vini DOP, alcune denominazioni prevedono anche le tipologie "Classico", "Riserva" o "Superiore".
- La specificazione "Classico" indica un vino prodotto in una zona di origine più antica nell'ambito della stessa DOCG o DOC.
- La qualificazione di "Riserva" è attribuita ai vini che vengono sottoposti ad un periodo di invecchiamento più lungo rispetto a quello previsto dal disciplinare e con regole produttive maggiormente restrittive.
- La dicitura "Superiore" è attribuita ai vini che hanno una gradazione alcolica più elevata rispetto a quella delle tipologia base di vino specificata dal disciplinare.

#### Etichetta

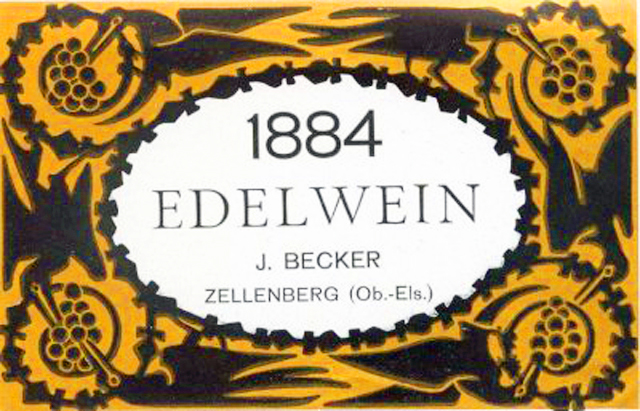
Un'etichetta del 1884

L'etichetta costituisce una sorta di "Carta d'identità" del vino, in quanto contiene tutti gli elementi necessari per identificare il prodotto a cui si riferisce.
Le informazioni che devono essere riportate sull'etichetta sono stabilite sia dalle norme in vigore che dai rispettivi disciplinari di produzione; devono essere riportate le informazioni relative alle analisi chimiche del prodotto, grado alcoolico con tolleranza 0,5% in volume, calcolato a 15 °C, in quanto il volume dell'alcool e dell'acqua variano in modo differenziale al variare della temperatura, indicazione dei solfiti contenuti, capacità del contenitore, comune di produzione, ragione sociale e sede dell'imbottigliatore, nome dell'azienda, lotto. Le indicazioni obbligatorie e facoltative da riportare in etichetta cambiano a seconda della categoria merceologica/legale di vino e sono numerose.
Quando, obbligatoriamente o facoltativamente, si riporta l'annata, la legge impone che il tetto minimo di vino dell'annata indicata sia dell'85%.
A partire dalla vendemmia 2005 è diventato obbligatorio anche in Italia indicare la presenza di solfiti.
Il vino "generico" deve obbligatoriamente presentare in etichetta la parola "vino" e, quando è applicabile, anche la tipologia specifica ("vino liquoroso”, "vino passito", "vino da vendemmia tardiva", “vino spumante”, "vino spumante aromatico", "vino spumante gassificato", “vino frizzante”, "vino frizzante gassificato"). Da notare che il colore non è una qualifica obbligatoria per legge (sebbene quasi sempre presente sulle etichette del vino imbottigliato destinato alla vendita al dettaglio).
Il vino varietale deve riportare l'indicazione del vitigno principale (se almeno l'85% dell'uvaggio o del taglio è composto da questa varietà) e di eventuali altri in ordine decrescente di %.
Un vino IGP o DOP non deve riportare la parola "vino" visto che è sufficiente l'indicazione geografica o la denominazione di origine (che è, a tutti gli effetti, un marchio di qualità europeo) a far capire che si tratta di un vino (non si trova scritto vino Barolo ma solo "Barolo"). Anzi, aggiungere la parola "vino" o "spumante" è snaturare la peculiarità delle denominazioni.
Per un vino spumante, sia "generico" che IGP/DOP, è obbligatorio la qualifica del tenore zuccherino (pas dosé, extrabrut, brut, extradry, dry, demisec, dolce). Per quelli non spumanti, la terminologia è secco, abboccato, semidolce (ex amabile), dolce.
Inoltre, la normativa specifica le dizioni per i diversi attori della filiera (imbottigliatore, produttore, venditore, importatore). L'indicazione dello Stato Membro da cui proviene il vino è sempre obbligatoria. Per i vini IGP/DOP, la dizione "integralmente prodotto” significa che l'azienda vitivinicola ha prodotto e imbottigliato solo essa stessa (quindi non ha fatto vinificare/elaborare/affinare e/o imbottigliare presso terzi) il vino utilizzando solo uve di proprietà (quindi non acquistate da terzi).

## Prodotti vitivinicoli aromatizzati
I prodotti vitivinicoli aromatizzati sono bevande alcoliche a base di vino o di altri prodotti vitivinicoli (ad esempio il mosto). Attualmente, nei paesi UE sono disciplinati dal regolamento (UE) n. 251/2014. In sostanza sono:
- a) i vini aromatizzati;
- b) le bevande aromatizzate a base di vino;
- c) i cocktail aromatizzati di prodotti vitivinicoli.

I vini aromatizzati non vanno confusi con i vini aromatici che sono quelli ottenuti dai vitigni aromatici, come ad esempio moscati e malvasie. Oltre ai vini aromatici esistono anche quelli semiaromatici, ottenuti da vitigni come la glera, il sauvignon e altri.

## Effetti del vino sulla salute
Sebbene il consumo eccessivo di alcool abbia effetti anche molto negativi sulla salute (l'etanolo non solo è un componente psicotropo ma è pure una sostanza classificata dall'OMS "cancerogena del gruppo 1"), studi epidemiologici hanno ampiamente dimostrato che un consumo moderato è associato ad una diminuzione dei problemi cardiovascolari come l'insufficienza cardiaca. Tale tesi è suffragata da ulteriori studi sul paradosso francese. Questo paradosso illustra l'incidenza relativamente bassa della coronaropatia in Francia nonostante il consumo relativamente alto di grassi saturi nella dieta tradizionale francese. Alcuni epidemiologi ritengono che questa differenza sia dovuta all'alto consumo di vino da parte dei francesi, ma questa teoria non ha al momento solide basi scientifiche. Poiché il bevitore moderato medio tende a fare spesso esercizio fisico, ad essere attento alla propria salute, e ad avere un retroterra culturale e socioeconomico solido, l'associazione tra consumo moderato di vino e salute migliore potrebbe essere legata a fattori collaterali o rappresentare una correlazione piuttosto che un rapporto di causa-effetto.
Studi sulla popolazione hanno rilevato un'associazione tra consumo di vino e rischio di problemi cardiaci, rappresentata da una J-Curve: i bevitori pesanti presentano un rischio elevato, mentre i moderati (fino a 20 grammi di alcool al giorno, corrispondenti a circa 120 ml di vino a 13°) presentano un rischio minore di quello degli astemi. Altri studi hanno evidenziato che anche il consumo moderato di altri alcolici può risultare cardioprotettivo, ma in misura minore rispetto al vino. In più, è stato rilevato che il consumo di vino rosso presenta più benefici rispetto al vino bianco, anche se altre ricerche non hanno trovato differenze. Il vino rosso contiene più polifenoli del bianco, e tali composti sono ritenuti essere particolarmente protettivi contro i problemi cardiovascolari..
In alcune ricerche su animali, è stato dimostrato che il resveratrolo, composto chimico presente nel vino rosso, ha proprietà protettive per il sistema circolatorio e verso gli agenti esterni. Dosi basse di questa sostanza in topi di mezza età hanno avuto effetti sui fattori genetici legati all'invecchiamento, e possono conferire una protezione speciale al cuore. In particolare, il resveratrolo a basso dosaggio imita gli effetti di una dieta ipocalorica, col 20-30% di calorie in meno rispetto ad una dieta normale.
Il resveratrolo si trova in natura nelle bucce degli acini d'uva come reazione alle infezioni fungine e all'esposizione ai lieviti durante il processo di fermentazione alcolica. Poiché il vino bianco ha un contatto minimo con le bucce durante la fermentazione, generalmente esso presenta bassi livelli di resveratrolo.. Tra i composti chimici benefici presenti nel vino vi sono anche altri polifenoli, antiossidanti e flavonoidi. Per beneficiare appieno degli effetti del resveratrolo, si consiglia di sorseggiare lentamente il vino: a causa dell'inattivazione che subisce nelle viscere e nel fegato, la maggior parte del resveratrolo consumato non raggiunge il circolo sanguigno. Tuttavia, bevendo lentamente, le mucose della bocca consentono un assorbimento massiccio della sostanza.
I vini rossi provenienti dal sud della Francia e dalla Sardegna presentano livelli alti di tannini condensati (proantocianidine), composti presenti nei semi ritenuti responsabili dei benefici del vino rosso sul cuore. Questi vini rossi contengono una quantità di tannini condensati da due a quattro volte superiore rispetto agli altri vini oggetto di studio. Le proantocianidine impediscono la sintesi di peptidi chiamati endoteline, che ostruiscono i vasi sanguigni.
Uno studio del 2007 dimostra che vini bianchi e rossi sono efficaci agenti antibatterici contro alcuni ceppi di Streptococcus. In più, un articolo nel numero di ottobre 2008 di Cancer Epidemiology, Biomarkers and Prevention sottolinea che il consumo moderato di vino rosso può diminuire il rischio di cancro al polmone negli uomini. Tuttavia, se studi epidemiologici e di laboratorio evidenziano da un lato un effetto cardioprotettivo, dall'altro non esistono studi controllati sull'effetto delle bevande alcoliche sul rischio di sviluppare problemi cardiaci o ictus. Un eccessivo consumo di alcool può causare cirrosi epatica e alcolismo; l'American Heart Association invita a consultare il proprio medico su rischi e benefici derivanti da un consumo moderato di alcool.
Allo studio vi sono anche gli effetti del vino sul cervello: è stato osservato che il vino prodotto dall'uva Cabernet-sauvignon riduce il rischio di contrarre la malattia di Alzheimer. Un altro studio ha rilevato che, tra gli alcolisti, il vino danneggia maggiormente l'ippocampo rispetto ad altre bevande alcoliche.
I solfiti, in particolare in persone sofferenti di asma, possono causare reazioni avverse. Essi sono presenti in tutti i vini e si formano naturalmente nel processo di fermentazione. Molti produttori di vino aggiungono biossido di zolfo per aiutarne la conservazione. Questo composto viene anche aggiunto in cibi come le albicocche secche e il succo d'arancia. La quantità di solfiti aggiunti varia: alcuni vini sono stati commercializzati con basso contenuto di solfiti.
Uno studio condotto su donne nel Regno Unito, chiamato The Million Women Study, ha rilevato che un consumo moderato di alcol può aumentare il rischio di alcuni tipi di cancro, inclusi quelli alla mammella, alla faringe e al fegato.
L'autrice principale dello studio, Valerie Beral, ha affermato che esiste una scarsa evidenza sul fatto che gli effetti positivi del vino possano prevalere sul rischio di cancro. Il professor Roger Corder, autore de The Red Wine Diet, ribatte che due piccoli bicchieri di vino ricco di proantocianidine possono dare benefici, anche se i vini reperibili nella grande distribuzione sono altamente alcolici e hanno una bassa concentrazione di sostanze benefiche.

## Fiere
- Vinitaly - Verona
- Milano In Vino - Milano
- Forlì Wine Festival - Forlì
- Slow Wine Fair - Bologna
- DiVino Festival - Castelbuono (PA)
- Life Of Wine - Roma.

## Riferimenti normativi
- Artt. 36-37 del Decreto legislativo 26 ottobre 1995, n. 504 - Testo unico delle disposizioni legislative concernenti le imposte sulla produzione e sui consumi e relative sanzioni penali e amministrative.

### Annotazioni
1. ↑  Kuhn, Benfey e Mommsen sostenevano che ci fosse una parentela col sanscrito vedico vēnas, "piacevole" (e quindi con il latino Venus).
2. ↑  Curtius sosteneva che vīnum fosse legato a vītis e che questo derivasse in ultima analisi da una radice sanscrita *vī, "attorcigliarsi".
3. ↑  Si noti che è alla figura dell'imbottigliatore che fanno capo la maggior parte delle responsabilità verso il mercato.
4. ↑  A volte, nel gergo popolare, i vini effervescenti (cioè i frizzanti e gli spumanti) sono anche detti "bollicine" o "bolle" ma è terminologia non prevista da alcuna legge o norma.
5. ↑  In pratica sono vini ottenuti da vinificazione in rosso di varietà a bacca bianca/grigia.
6. ↑  Per rimanere a vini italiani: la gran parte del lambrusco è frizzante mentre la gran parte del prosecco è spumante.
7. ↑  La dizione "certificazione Demeter" per i cosiddetti vini biodinamici è usata impropriamente in quanto Demeter non è un organismo di certificazione (accreditato e autorizzato) che, per definizione, deve essere terzo e indipendente.
8. ↑  Data l'attuale legislazione sul vino biologico, abbastanza permissiva, il vino naturale è assimilabile al solo vino biodinamico
9. ↑  Si produce vino anche nella repubblica di San Marino, che naturalmente non è una regione italiana
10. ↑  Basti riflettere sul fatto che il vino ha una scienza dedicata (enologia), un professionista specifico (enologo), una materia legale ad hoc (enolegislazione).
11. ↑  La locuzione più precisa sarebbe "vino non a origine geografica"
12. ↑  Agli organismi di certificazione, in qualità di enti di controllo designati per legge (disciplinare), spetta la verifica della conformità del prodotto rispetto al disciplinare, il rilascio e mantenimento del marchio DOP o IGP (nelle modalità previste dai regolamenti) e dei contrassegni relativi, i provvedimenti nel caso di non conformità. Il ruolo dei consorzi, con la nuova legge, è cambiato (ed è stato, per alcuni aspetti, ridimensionato, dato che prima erano essi a verificare i prodotti per il rilascio del marchio) ed è soprattutto focalizzato sulla promozione, valorizzazione, difesa del prodotto e del marchio nonché sulla revisione del disciplinare.
13. ↑  Anche alcune camere di commercio, come retaggio della previgente legge nazionale, sono accreditate e autorizzate come enti di controllo.
14. ↑  Anche se non noto ai più, vi sono in Italia alcuni vini IGT di grande qualità e prestigio, prodotti da famose cantine, con prezzi sui 300 € quando esistono moltissimi DOCG a 5 €.

### Fonti
1. ↑   Odissea, libro XIV, vv. 463-466.
2. ↑  (EN) Hans Barnard, Alek N. Dooley, Gregory Areshian, Boris Gasparyan e Kym F. Faull, Chemical evidence for wine production around 4000 BCE in the Late Chalcolithic Near Eastern highlands, in Journal of Archaeological Science, DOI:10.1016/j.jas.2010.11.012, ISSN 0305-4403 (WC · ACNP).
3. ↑   Gn 9,20-27, su La Parola - La Sacra Bibbia in italiano in Internet.
4. ↑   Mt 26, 27-28, su La Parola - La Sacra Bibbia in italiano in Internet.
5. ↑  Federico Fiandro, La storia del vino in Canavese, Grafica Santhiatese, 2003, pag. 9.
6. ↑  Strabone, 5, 1, 12.
7. ↑  Franco Catalano, Civiltà e storia, Firenze-Messina, D'Anna, 1969.
8. ↑   Giacomo Devoto, Avviamento all'etimologia italiana, Milano, Mondadori, 1979, ISBN 88-04-26789-5.
9. 1 2   Alberto Nocentini, L'etimologico, con la collaborazione di Alessandro Parenti, Milano, Le Monnier-Mondadori Education, 2010,  pp. 1323-1324, ISBN 978-88-00-20781-2.
10. ↑   Franco Montanari, Vocabolario della lingua greca, Torino, Loescher, 1995,  p. 1371, ISBN 88-201-3800-X.
11. 1 2 3   Carlo Battisti, Giovanni Alessio, Dizionario etimologico italiano, Firenze, Barbera, 1950–1957, SBN LIA0963830.
12. 1 2 3 4 5 6 7 8 9 10 11 12 13 14 15 16 17 18 19 20  Cabras 2004, pp. 543-544.
13. ↑   Edoardo Ottavi e Arturo Marescalchi, Vade-mecum de commerciante di uve e di vini in Italia, C. Cassone, 1903. URL consultato l'11 aprile 2021.
14. ↑  Reg. 2019/934
15. ↑  Sul web si legge frequentemente l'errata informazione per cui sia sia vietato, per legge, produrre vino rosato da taglio di vino bianco con vino rosso, a eccezione dello spumante e dello frizzante. A parte che si produce vino rosato in tutto il mondo e quindi bisognerebbe sempre specificare quale legge e di che nazione, comunque nella Unione Europea è vero il contrario: è solo uno il caso per il quale esiste il divieto. I disciplinari delle singole denominazioni possono poi stabilire prescrizioni più restrittive.
16. ↑   Orange Wine, su VINO75.com. URL consultato il 10 agosto 2018 (archiviato il 10 agosto 2018).
17. ↑   Orange Wine Festival, su orangewinefestival.eu. URL consultato il 4 maggio 2016 (archiviato dall'url originale il 12 maggio 2016).
18. ↑   Che cos’è il vino novello?, su svinando.com. URL consultato il 15 ottobre 2017 (archiviato il 15 ottobre 2017).
19. ↑  Regio decreto 15 ottobre 1925, n. 2033, articolo 13, in materia di "Repressione delle frodi nella preparazione e nel commercio di sostanze di uso agrario e di prodotti agrari."
20. ↑   Ordinamento Italiano ed Europeo: Leggi, su eur-lex.europa.eu. URL consultato il 5 maggio 2019 (archiviato il 16 giugno 2019).
21. ↑   Ordinamento Italiano ed Europeo: normative, su eur-lex.europa.eu. URL consultato il 5 maggio 2019 (archiviato il 17 maggio 2019).
22. ↑   Camera: Normative esplicative, su camera.it. URL consultato il 28 febbraio 2016 (archiviato il 24 settembre 2015).
23. ↑   Reg. CE N°834/07, su eur-lex.europa.eu. URL consultato il 5 maggio 2019 (archiviato il 12 dicembre 2018).
24. ↑   Reg. CE N° 889/08, su eur-lex.europa.eu. URL consultato il 5 maggio 2019 (archiviato il 16 giugno 2019).
25. ↑   Reg CE N° 203/12, su eur-lex.europa.eu. URL consultato il 5 maggio 2019 (archiviato il 12 dicembre 2018).
26. ↑   Vino Biologico - Certificazione Vini Biologici, su vino-bio.com. URL consultato il 17 agosto 2019 (archiviato il 17 agosto 2019).
27. ↑   L’agricoltura biodinamica è una cosa seria?, su ilpost.it. URL consultato il 17 agosto 2019 (archiviato il 17 agosto 2019).
28. ↑   Demeter Associazione Italia - Demeter, su demeter.it. URL consultato il 17 novembre 2013 (archiviato il 30 ottobre 2013).
29. ↑   Il nuovo standard italiano sul vino, su demeter.it, 4 settembre 2013. URL consultato il 16 agosto 2019 (archiviato il 16 agosto 2019).
30. ↑   Elisa Barbini, Vino naturale, biologico e biodinamico: scopri le differenze!, su wining.it, 20 gennaio 2016. URL consultato il 16 agosto 2019 (archiviato dall'url originale il 16 agosto 2019).
31. ↑   Uno studio sul vino biodinamico – Scienza in cucina - Blog - Le Scienze, su bressanini-lescienze.blogautore.espresso.repubblica.it. URL consultato il 22 maggio 2014 (archiviato il 10 maggio 2014).
32. ↑   Biodinamica®: cominciamo da Rudolf Steiner – Scienza in cucina - Blog - Le Scienze, su bressanini-lescienze.blogautore.espresso.repubblica.it. URL consultato il 22 maggio 2014 (archiviato il 23 aprile 2014).
33. ↑  (EN) Jesús Barquín e Douglass Smith, On Fertile Ground? Objections to Biodinamics (PDF), in The World of Fine Wine, n. 12, 2006,  pp. 108-113. URL consultato il 22 maggio 2014 (archiviato dall'url originale il 27 dicembre 2013).
34. ↑   Normativa Comunitaria Reg. CE N°1169/11, su eur-lex.europa.eu. URL consultato il 5 maggio 2019 (archiviato il 3 aprile 2019).
35. ↑   Reg. CE n°1169/11, su eur-lex.europa.eu. URL consultato il 5 maggio 2019 (archiviato il 3 aprile 2019).
36. ↑   Bag in Tube, su shopbaginbox.it (archiviato il 27 novembre 2014).
37. ↑  Motta, Débora (18 aprile 2019). «Vinho artesanal de jabuticaba: uma alternativa para o desenvolvimento do Noroeste Fluminense». Fundação Carlos Chagas Filho de Amparo à Pesquisa do Estado do Rio de Janeiro (FAPERJ) (PT)  Accesso effettuato il 26 giugno 2023.
38. 1 2 3   Database - OIV, su oiv.int, Organizzazione internazionale della vigna e del vino. URL consultato il 31 luglio 2025.
39. ↑  Decreto legislativo 8 aprile 2010, n. 61, in materia di "Tutela delle denominazioni di origine e delle indicazioni geografiche dei vini, in attuazione dell'articolo 15 della legge 7 luglio 2009, n. 88."
40. ↑  Legge 10 febbraio 1992, n. 164, in materia di "Nuova disciplina delle denominazioni d'origine dei vini."
41. ↑   il vino entra-nell'era delle Dop, su aislombardia.it. URL consultato il 30 dicembre 2012 (archiviato il 29 luglio 2012).
42. ↑   Elenco Mipaaf, su politicheagricole.it.
43. ↑  Decreto del presidente della Repubblica 12 luglio 1963, n. 930, in materia di "Norme per la tutela delle denominazioni di origine dei mosti e dei vini."
44. ↑   Normativa sui vini e cocktail aromatizzati e bevande, su laboratorio2000.it, 18 maggio 201. URL consultato il 28 giugno 2017 (archiviato dall'url originale il 19 agosto 2017).
45. ↑   Ricerca: l’alcol e i suoi effetti, su crarl.it. URL consultato il 27 agosto 2017 (archiviato il 28 agosto 2017).
46. ↑   Emanuele Scafato, Alcol e cancro: moderarsi, ridurre comunque o non bere?, su fondazioneveronesi.it, 19 ottobre 2015. URL consultato il 7 agosto 2017 (archiviato l'8 agosto 2017).
47. 1 2 3  (EN) Matthew L. Lindberg, Ezra A. Amsterdam, Alcohol, wine, and cardiovascular health, in Clinical Cardiology, vol. 31, n. 8, 2008,  pp. 347-51, DOI:10.1002/clc.20263, PMID 18727003.
48. ↑  (EN) Tim H. Dodd, Steve Morse, The impact of media stories concerning health issues on food product sales: management planning and responses, in Journal of Consumer Marketing, vol. 11, n. 2, 1994,  pp. 17-24, DOI:10.1108/07363769410058894.
49. ↑  PMID 19406740
50. ↑  (EN) Beata Olas, Barbara Wachowicz, Joanna Saluk-Juszczak, Tomasz Zieliński, Effect of resveratrol, a natural polyphenolic compound, on platelet activation induced by endotoxin or thrombin, in Thrombosis Research, vol. 107, n. 3, agosto 2002,  pp. 141-145, DOI:10.1016/S0049-3848(02)00273-6. URL consultato il 26 giugno 2008.
51. ↑  (EN) Jamie L. Barger, Tsuyoshi Kayo, James M. Vann, Edward B. Arias, Jelai Wang, Timothy A. Hacker, Ying Wang, Daniel Raederstorff, Jason D. Morrow, Christiaan Leeuwenburgh, David B. Allison, Kurt W. Saupe, Gregory D. Cartee, Richard Weindruch, Tomas A. Prolla, A Low Dose of Dietary Resveratrol Partially Mimics Caloric Restriction and Retards Aging Parameters in Mice, in Daniel Tomé (a cura di), PLoS ONE, vol. 3, n. 6, 2008,  pp. e2264, DOI:10.1371/journal.pone.0002264, PMC 2386967, PMID 18523577. URL consultato il 26 giugno 2008 (archiviato il 1º luglio 2008).
52. ↑  (EN) Lucie Frémont, Biological effects of resveratrol, in Life Sciences, vol. 66, n. 8, gennaio 2000,  pp. 663-673, DOI:10.1016/S0024-3205(99)00410-5, PMID 10680575. URL consultato il 26 giugno 2008.
53. ↑  (EN) D. W. de Lange, From red wine to polyphenols and back: A journey through the history of the French Paradox, in Thrombosis Research, vol. 119, n. 4, 2007,  pp. 403-406, DOI:10.1016/j.thromres.2006.06.001, PMID 16839597. URL consultato il 26 giugno 2008.
54. ↑  (EN) Health Secrets of Red Wine Uncovered, in Forbes, 6 novembre 2009 (archiviato dall'url originale il 7 luglio 2009).
55. ↑  (EN) R. Corder, W. Mullen, N. Q. Khan, S. C. Marks, E. G. Wood, M. J. Carrier, A. Crozier, Oenology: Red wine procyanidins and vascular health, in Nature, vol. 444, n. 566,  p. 566, DOI:10.1038/444566a, PMID 17136085. URL consultato il 5 maggio 2019 (archiviato il 5 maggio 2017).
56. ↑  (EN) M. Daglia, A. Papetti, P. Grisoli, C. Aceti, C. Dacarro e G. Gazzani, Antibacterial Activity of Red and White Wine against Oral Streptococci, in Journal of Agricultural and Food Chemistry, vol. 55, n. 13, 2007,  pp. 5038-42, DOI:10.1021/jf070352q, PMID 17547418.
57. ↑  (EN) Red Wine May Lower Lung Cancer Risk, in Newswise. URL consultato il 7 ottobre 2008 (archiviato dall'url originale il 31 maggio 2013).
58. ↑  (EN) Centers for Disease Control and Prevention, General Information on Alcohol Use and Health, su cdc.gov. URL consultato il 26 giugno 2008 (archiviato il 18 settembre 2008).
59. ↑  (EN) American Heart Association, Alcohol, Wine and Cardiovascular Disease, su heart.org. URL consultato il 26 giugno 2008 (archiviato il 28 agosto 2008).
60. ↑  (EN) Jun Wang, Lap Ho, Zhong Zhao, Ilana Seror, Nelson Humala, Dara L. Dickstein, Meenakshisundaram Thiyagarajan, Susan S. Percival, Stephen T. Talcott, Giulio Maria Pasinetti, Moderate Consumption of Cabernet Sauvignon Attenuates β-amyloid Neuropathology in a Mouse Model of Alzheimer's Disease, in FASEB, vol. 20, n. 13, 2006,  pp. 2313-2320, DOI:10.1096/fj.06-6281com, PMID 17077308. URL consultato il 25 giugno 2008 (archiviato il 7 ottobre 2008).
61. ↑  (EN) Cabernet Sauvignon Red Wine Reduces The Risk Of Alzheimer's Disease, in ScienceDaily, ScienceDaily LLC, 21 settembre 2007. URL consultato il 25 giugno 2008 (archiviato il 21 luglio 2008).
62. ↑  (EN) Julia Wilhelm, Helge Frieling, Thomas Hillemacher, Detlef Degner, Johannes Kornhuber e Stefan Bleich, Hippocampal volume loss in patients with alcoholism is influenced by the consumed type of alcoholic beverage, in Alcohol and Alcoholism, vol. 43, n. 3, maggio-giugno 2008,  pp. 296-299, DOI:10.1093/alcalc/agn002.
63. ↑  (EN) Ageing and Storing Wines, in Wines of Canada. URL consultato il 5 giugno 2007 (archiviato dall'url originale il 13 dicembre 2007).
64. ↑  (EN) N. E. Allen, V. Beral, D. Casabonne, et al., Moderate alcohol intake and cancer incidence in women, in Journal of the National Cancer Institute, vol. 101, n. 5, marzo 2009,  pp. 296-305, DOI:10.1093/jnci/djn514, PMID 19244173.
65. ↑  (EN) Sue Nelson, Alcohols it really good for you?, BBC News, 8 giugno 2009. URL consultato l'8 giugno 2009 (archiviato il 12 giugno 2009).